# Maria Antonia của Áo
Maria Antonia của Áo (tiếng Đức: Maria Antonia von Österreich; 2 tháng 11 năm 1755 – 16 tháng 10 năm 1793), nguyên là Nữ Đại công tước Áo, thường được biết đến với tên Pháp là Marie Antoinette (tiếng Anh: /məˈriː æntwəˈnɛt/ hoặc /æntwɑːˈnɛt/, tiếng Pháp: [maʁi ɑ̃twanɛt] ⓘ) về sau sau trở thành Vương hậu của Vương quốc Pháp và Navarra từ năm 1774 đến năm 1792. Bà nổi tiếng là một trong những Vương hậu gây tranh cãi nhất, không chỉ đối với lịch sử Pháp mà còn là lịch sử Châu Âu vào cuối thế kỉ 18.
Là con út trong số 16 người con của Franz I của Đế quốc La Mã Thần Thánh với Maria Theresia I của Áo, Maria Antonia có xuất thân dòng dõi Vương tộc Habsburg của Thánh chế La Mã – một trong những đối thủ chính trị lớn nhất đối với Vương tộc Bourbon của Vương quốc Pháp. Bà nổi tiếng là người phụ nữ xinh đẹp với đôi mắt biết nói, làn da trắng mịn được chăm sóc kĩ lưỡng, cơ thể luôn toát lên mùi hương đặc biệt do nước hoa chính bà tạo nên bằng các hương liệu đắt tiền. Vẻ đẹp quyến rũ đầy mê hoặc của bà đã làm say đắm nhiều người đàn ông, trong đó có cả hồng y giáo chủ Louis Réné de Rohan. Bà ở độ tuổi từ rất sớm đã được dự định hôn nhân với Trữ quân nước Pháp là Louis Auguste để tạo liên minh giữa hai cường quốc lớn mạnh bậc nhất Châu Âu này. Tháng 4 năm 1770, sau khi kết hôn với Louis-Auguste, Maria Antonia trở thành Trữ phi nước Pháp (Dauphine of France), từ đó có tên trong hàng thừa kế của Vương tộc Bourbon. Maria Antonia nhận danh hiệu Vương hậu Pháp và Navarra khi chồng bà, Louis XVI của Pháp lên nối ngôi ông nội Louis XV trong năm 1774.
Sau thời gian đầu bị thu hút bởi tính cách và sắc đẹp của Marie Antoninette, ác cảm dần dà nảy sinh trong lòng người dân Pháp, họ gọi Maria Antonia với biệt danh L'Autrichienne (Con mụ người Áo), cáo buộc bà là người sống xa hoa, phóng đãng và tư thông với những kẻ thù của Pháp, nhất là với nước Áo – quê hương của bà. Vào thời kỳ giữa của triều đại Louis XVI, Vụ án Chuỗi kim cương tác hại nghiêm trọng đến thanh danh của bà. Mặc dù hoàn toàn vô tội trong vụ lừa đảo này, Maria Antonia vẫn bị gán cho biệt danh Madame Déficit (Phu nhân Chúa chổm).
Vào thời điểm Cách mạng Pháp diễn ra, Vương tộc Bourbon bị buộc chuyển đến Cung điện Tuileries, Vương hậu Maria Antonia từ đây bị cuốn vào những sự kiện chính trị lớn, đặc biệt là Cuộc đào tẩu tới Varennes đã làm giảm trầm trọng uy tín của Vương tộc và cuộc Chiến tranh Cách mạng Pháp, dẫn đến việc Vương tộc Bourbon bị dân chúng tấn công vào cung điện Tuileries ngày 10 tháng 8 năm 1792. Điều này khiến vương tộc bị chuyển đi và giam cầm trong Nhà lao Temple. Ngày 21 tháng 11 năm 1792, Louis XVI bị phế truất, chế độ quân chủ bị hủy bỏ. Tám tháng sau khi chồng bà bị hành quyết, Maria Antonia cũng bị xét xử vì tội phản cách mạng, rồi bị đưa lên máy chém ngày 16 tháng 10 năm 1793, khi bà mới 37 tuổi.
Khi còn sống cũng như sau khi chết, Maria Antonia thường được công luận chú ý và được xem là một nhân vật lịch sử quan trọng. Bà là đối tượng của nhiều cuốn sách, điện ảnh, và các phương tiện truyền thông. Một số học giả quan tâm đến bản tính phù phiếm, nông nổi của bà, xem bà là một trong những nguyên nhân gây ra cuộc Cách mạng Pháp, trong khi những học giả khác tin rằng bà đã bị đối xử bất công, vì vậy họ dành cho bà cái nhìn thiện cảm hơn.

## Thiếu thời

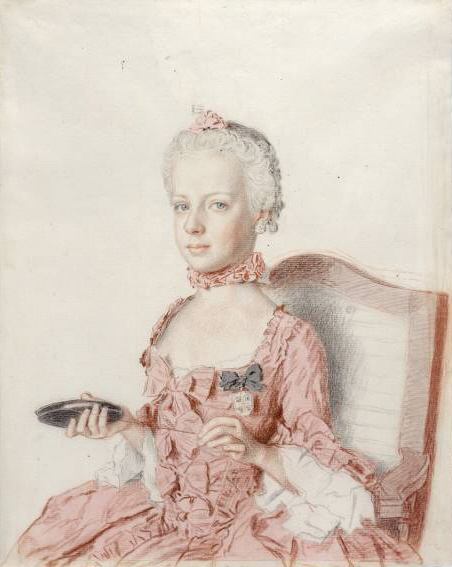
Tranh màu nước bởi Jean-Étienne Liotard, vào năm Antonia được 7 tuổi.

Vương hậu Maria Antonia chào đời ngày 18 tháng 10 năm 1755 tại Cung điện Hofburg, Viên, Áo; ngày sau bà được rửa tội với tên thánh là Anna Roise Liotard (còn có tên Maria Antonia Josephina Johanna). Bà là người con thứ mười lăm và là con gái út của Franz I của Thánh chế La Mã. Mẹ bà là Maria Theresia của Áo, người đồng thời là Nữ vương Hungary và Bohemia, một Nữ đại vương công thuộc Vương tộc Habsburg quyền quý từng nhiều đời cai trị Thánh chế La Mã. Qua họ nội, Maria Antonia là người thứ hai trong số các hậu duệ của Quốc vương Henri II của Pháp với Caterina de' Medici làm Vương hậu nước Pháp, sau Marguerite của Pháp rất nổi tiếng.

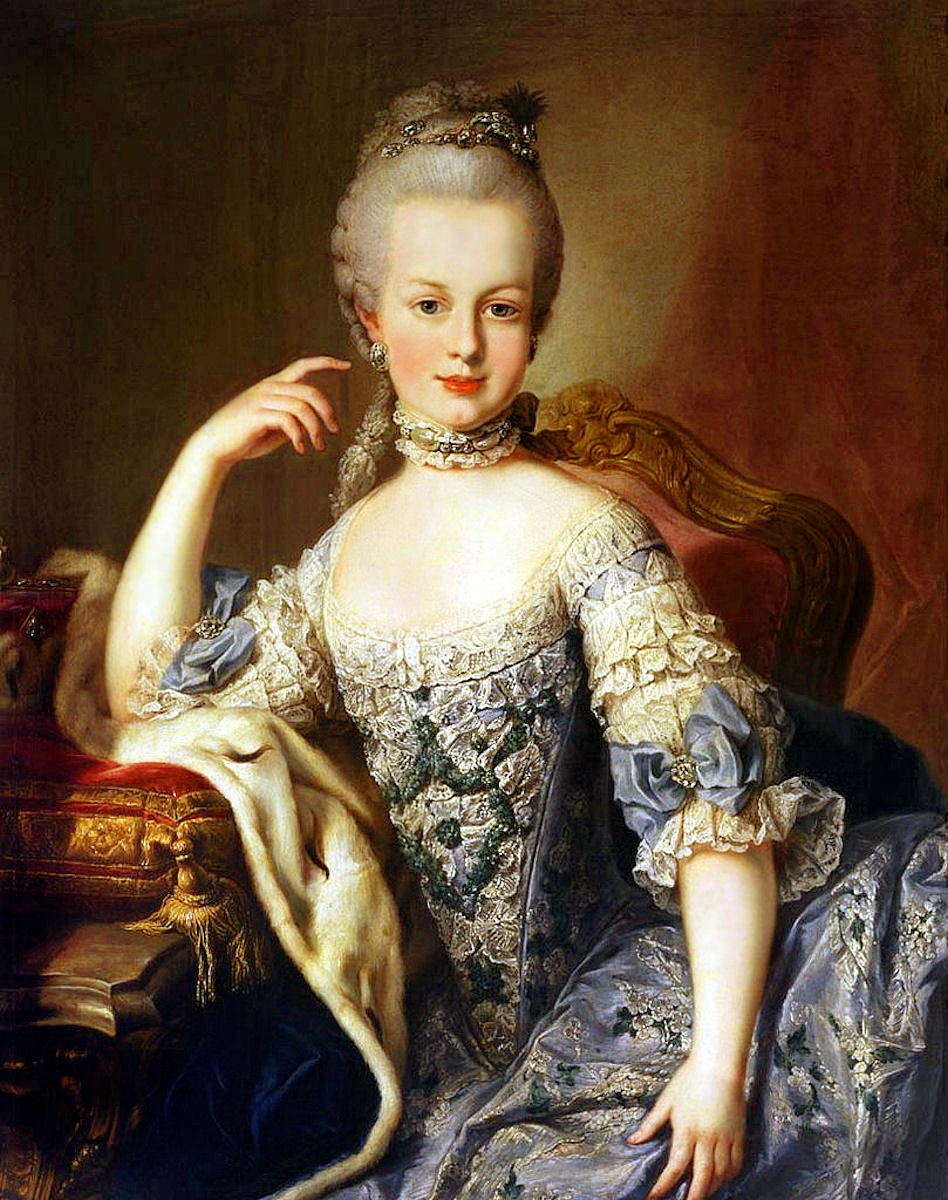
Maria Antonia vào năm 13 tuổi.

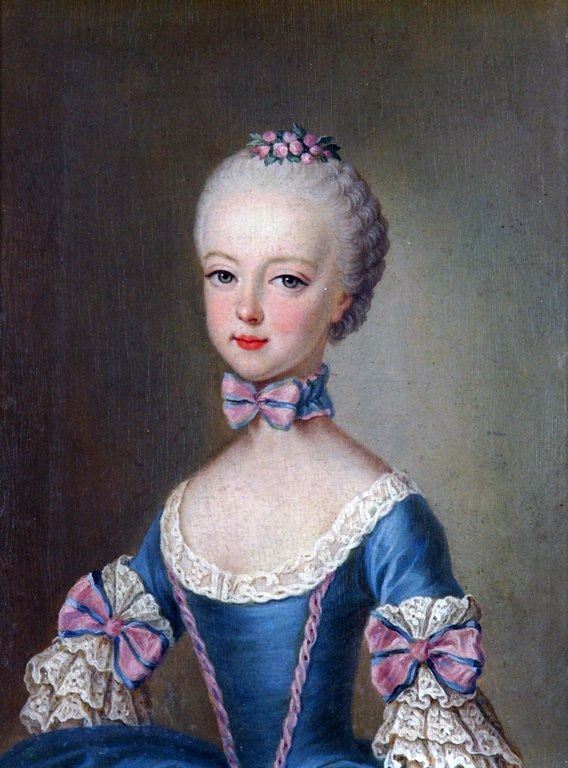
Nữ Đại công tước Áo Maria Antonia khi còn nhỏ.

Vào ngày làm lễ rửa tội, Quốc vương Joseph I và Vương hậu Marianna Victoria của Bồ Đào Nha nhận làm cha mẹ đỡ đầu của bà; trong khi đó anh trai bà Joseph và chị gái Maria Anna chịu trách nhiệm trông nom bà khi vừa chào đời. Khi mới sinh, bà được chăm sóc bởi Bá tước phu nhân von Brandeis, và được miêu tả là "Một Nữ Đại Công tước nhỏ nhắn nhưng hoàn toàn khỏe mạnh". Trong triều đình nước Áo, người ta gọi bà là Antonia hoặc Madame Antoine bởi vì tiếng Pháp được sử dụng phổ biến ở Hofburg.. Khác với nhiều triều đình Châu Âu khác, cuộc sống cung đình ở Hofburg thường không theo lễ nghi, chính điều này càng tạo thêm điều kiện phóng khoáng trong sinh hoạt riêng tư của thành viên hoàng tộc Habsburg. Trong cuộc sống thường nhật, họ mặc trang phục và sinh hoạt rất đơn giản. Khi còn nhỏ, Maria Antonia thân thiết với người chị hơn 3 tuổi là Maria Karolina, cả hai có chung một bảo mẫu là Bá tước phu nhân von Brandeis; có lần Carolina thổ lộ là "cực kỳ yêu" cô em.
Thời thơ ấu của bà trôi qua giữa Cung điện Hofburg ở Viên và Lâu đài Schönbrunn. Tuổi thơ của bà được đánh dấu bởi nhiều cuộc gặp gỡ, trong đó có lần gặp thần đồng âm nhạc Mozart trong Phòng Gương của cung điện Schönbrunn vào ngày 13 tháng 10 năm 1762. Tương truyền trong dịp này Mozart khi đó còn rất nhỏ đã ngây thơ ngỏ lời cầu hôn với bà.
Christoph Willibald Gluck được chỉ định làm gia sư dạy Maria Antonia học đàn harpsichord, spinet, clavichord cũng như đàn harp, và tỏ ra có thiên phú về những khoảng này. Trong những buổi chiều âm nhạc của gia đình, bà hát những bài hát tiếng Pháp và những khúc Aria bằng tiếng Ý. Ngoài ra, Maria Antonia từ nhỏ rất giỏi khiêu vũ – một kỹ năng mà bất cứ ai gặp bà, bạn hữu hay kẻ thù cũng đều khen ngợi, bởi vì bà được huấn luyện kỹ càng từ khi còn rất trẻ, thân hình uyển chuyển và kỹ năng rất điêu luyện. Xã hội ở Viên là đa ngôn ngữ, nhiều người có thể nói tiếng Đức, Pháp, Ý, hoặc Tây Ban Nha, tuy nhiên Antonia không chú ý lắm đến vấn đề học vấn về ngôn ngữ, chữ viết của bà nguệch ngoạc và cẩu thả. Trong khi có tiến triển trong việc học tiếng Ý thì bà tỏ ra yếu kém trong những ngôn ngữ khác. Các kỹ năng nói, viết, và đọc tiếng Đức và Pháp (các ngôn ngữ phổ thông tại châu Âu thời ấy) của bà rõ ràng là tệ hại.

## Trữ phi của Pháp

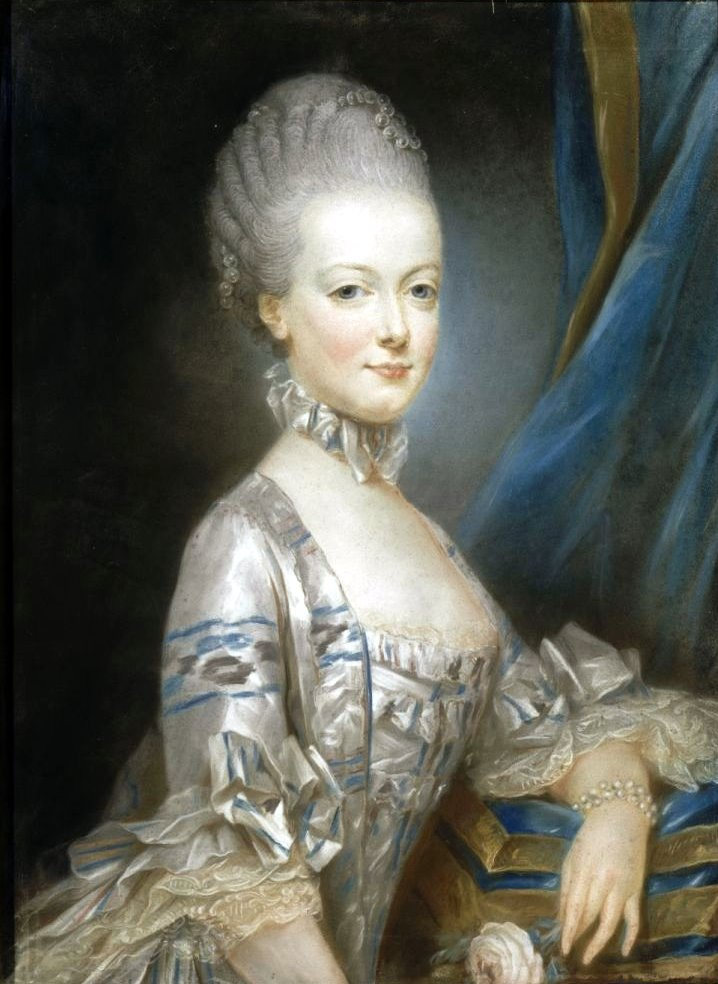
Maria Antonia (13 tuổi), bức chân dung này được gởi trước đến Trữ quân Louis của Pháp.

Có những sự kiện dẫn đến sự sắp xếp cuộc hôn phối giữa Maria Antonia với Trữ quân của Vương quốc Pháp, khởi đầu từ năm 1765 khi cha của bà là Hoàng đế Franz I băng hà vì một cơn đột quỵ, để lại Hoàng hậu Maria Theresia đồng trị vì với con trai và là người kế vị, Hoàng đế Joseph II. Vào thời điểm ấy, chị của Maria Antonia, tức Maria Josepha đã được sắp xếp để kết hôn với Ferdinando của Napoli, một người chị khác cũng dự định kết hôn với Ferdinando I xứ Parma. Mục đích của những cuộc hôn phối này là để gắn kết một liên minh đa dạng và phức tạp mà Maria Theresa đã tham gia từ thập niên 1750 do Cuộc chiến Bảy Năm trong đó có Parma, Napoli, Nga, và kẻ thù truyền thống của Áo là Pháp. Nếu không có Chiến tranh Bảy Năm, có lẽ đã không có cuộc hôn nhân giữa Maria Antonia và Louis Aguste, Trữ quân nước Pháp.

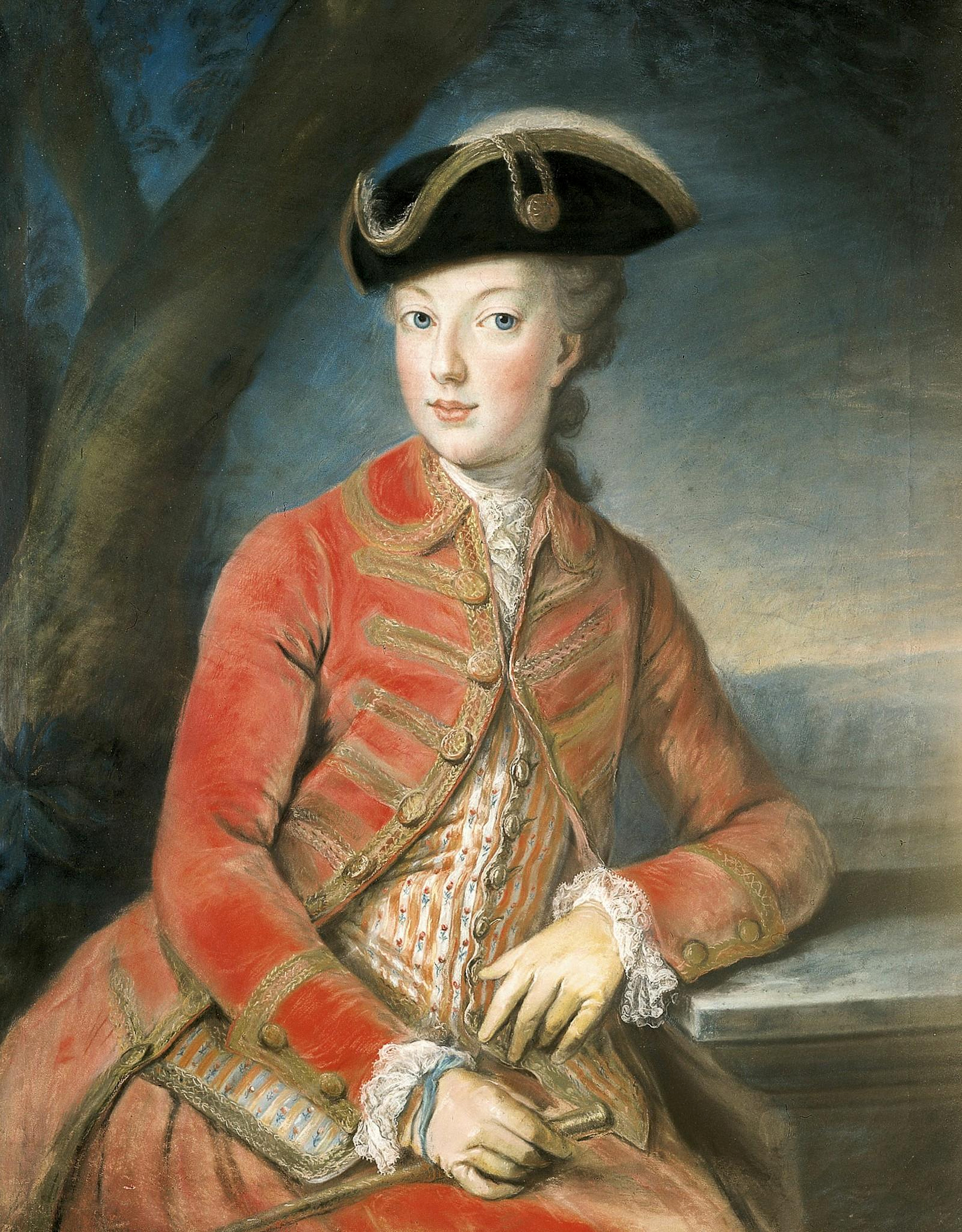
Maria Antonia trong bộ trang phục đi săn, Joseph Krantzinger, 1771.

Năm 1769, bùng nổ bệnh dịch đậu mùa, Maria Antonia sống sót và được miễn dịch nhưng chị của bà, Maria Josepha, chết trong cơn dịch và lây nhiễm cho Hoàng hậu Maria Theresa, bà thoát chết nhưng bị di chứng đến cuối đời. Trước đó, trong năm 1761 và 1762, anh trai Charles Joseph, và chị Maria Johanna của bà cũng mất vì mắc bệnh đậu mùa. Như vậy, cô gái 12 tuổi Maria Antonia trở thành người duy nhất trong Vương tộc Harsburg có thể kết hôn với Louis Auguste 14 tuổi. Sau những cuộc đàm phán bền bỉ giữa hai chính phủ Pháp và Áo, hồi môn của cô dâu được xác định là 200.000 crown; theo thông lệ, những bức chân dung và nhẫn được trao đổi giữa hai bên. Ngày 19 tháng 4, khi vừa 14 tuổi, Maria Antoinia kết hôn khiếm diện tại Nhà thờ dòng Augustine, Viên. Từ đó đến trước khi làm Vương hậu, bà được chính thức gọi là Marie Antonia, Trữ phi nước Pháp.
Hôn lễ cử hành ngày 16 tháng 5 năm 1770, tại Điện Versailles. Theo thông lệ, hai người phải động phòng ngay trong đêm tân hôn, nhưng điều này đã không xảy ra, gây tổn hại cho thanh danh của Louis-Augustus và Maria Antonia trong suốt 7 năm kế tiếp. Có những phản ứng trái chiều nhau đối với cuộc hôn nhân. Một mặt, Trữ phi Antonia được dân chúng mến chuộng, lần xuất hiện đầu tiên của bà tại Điện Tuileries ngày 8 tháng 6 năm 1773 được nhiều người xem là một thành công vang dội. Với đôi mắt to, trong xanh, chiếc mũi nhỏ xinh xắn, đôi môi đỏ rực, tóc màu bạch kim và đôi má lúc nào cũng hây hây hồng, nhan sắc và phong cách của bà đã thu hút người dân Pháp. Tuy nhiên, trong triều đình Maria Antonia không được yêu thích, nguyên do sâu xa là mối quan hệ căng thẳng kéo dài giữa hai nước Áo và Pháp.

Maria Antonia bên đàn clavichord, năm 1768.

Sau lưng, người ta gọi bà là L'Autrichienne (Mụ người Áo(. Về sau, khi sắp bùng nổ cuộc cách mạng, biệt danh L'Autrichienne bị đổi thành L'Autruchienne, một cách chơi chữ ghép hai từ "Autruche" (con đà điểu) và "Chienne" (chó cái).. Trong triều đình Pháp thời gian này, Maria Antonia nổi tiếng vì có mâu thuẫn khá lớn đối với Madame du Barry, người tình của Quốc vương Louis XV và có ảnh hưởng khá nổi bật trong triều đình.
Bên cạnh chuyện với Madame du Barry, Maria Antonia còn phải đối phó với những lá thư giám sát của mẹ mình. Hoàng hậu Maria Theresia thường xuyên nhận báo cáo mật từ Mercy d'Argenteau về con gái, và bà thường nhắc nhở con gái phải cố gắng "khơi gợi" chuyện chăn gối với chồng mình, vì Louis hiếm khi gần gũi vợ mà dành nhiều thời gian cho những sở thích riêng như chế tạo khóa hoặc săn bắn. Kết hôn chính trị trong thời gian ấy của Châu Âu, điểm quan trọng nhất là phải sinh ra hậu duệ, để tương lai liên minh giữa hai chính phủ có người thừa kế. Cho nên có thể thấy, vào thời điểm đó Maria Antonia vừa phải chịu sự trách mắng của mẹ ruột, vừa phải đối phó với lời bàn tán của triều đình Pháp, vừa phải suy nghĩ cũng như cố gắng để tình cảm vợ chồng cải thiện. Tuy nhiên, Louis hoàn toàn không hợp tác với Maria Antonia.
Để bù đắp cho sự lạnh nhạt của chồng và những nhắc nhở liên tục của mẹ mình, Maria Antonia bắt đầu dành nhiều thì giờ hơn cho bài bạc và mua sắm trang phục, chơi bài và cá cược đua ngựa, cũng như những chuyến đi vào thành phố với trang phục luôn thay đổi với giầy, sáp thơm bôi tóc, và phấn hồng. Theo thông lệ, bà có thể tiêu nhiều tiền cho trang phục để nổi bật hơn những phụ nữ khác trong triều, và để trở nên một mẫu mực thời trang tại triều đình Versailles. Ngày 27 tháng 4 năm 1774, một tuần lễ sau buổi ra mắt vở opera Iphigénie en Aulide của Gluck, nhân dịp này Antonia được công nhận như là người đỡ đầu các môn nghệ thuật.
Ngày 10 tháng 5 năm 1774, lúc 3 giờ chiều, Quốc vương Louis XV qua đời ở tuổi 64 do bệnh đậu mùa. Trữ quân của nước Pháp, Louis Auguste lên nối ngôi, tức là Louis XVI của Pháp. Ông làm lễ đăng quang ngày 11 tháng 6 năm 1775 tại Đại giáo đường Rheims, cùng ngày đó Maria Antonia trở thành Vương hậu Pháp. Madame du Barry bị buộc rời khỏi Versailles để đến một tu viện ở Paris, vĩnh viễn không được phép trở về Versailles nữa.

## Vương hậu nước Pháp

### Những năm đầu (1774–1778)

Huy hiệu của Maria Antonia khi là Vương hậu nước Pháp.

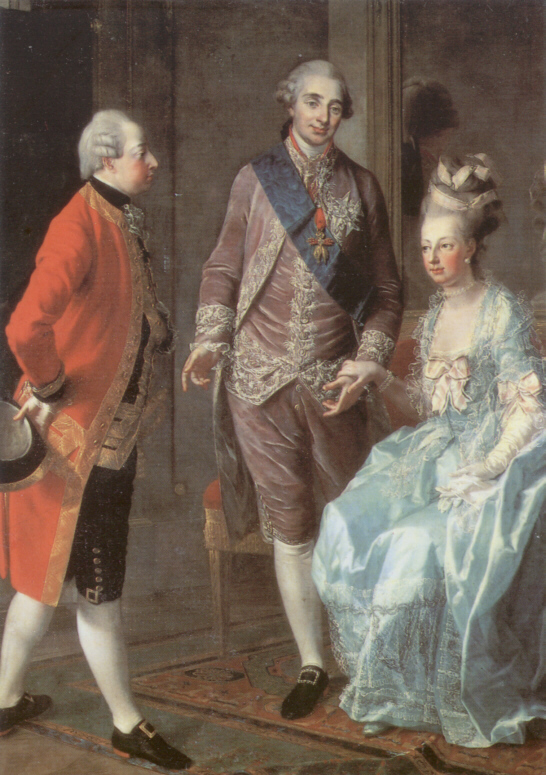
Louis XVI của Pháp và Maria Antonia tiếp Đại Công tước Maximilian Franz của Áo, năm 1775

Trái với những lời đàm tiếu, tân Vương hậu không có nhiều ảnh hưởng chính trị trên nhà vua. Louis XVI, do ác cảm với người Áo từ khi còn thơ ấu, đã ngăn cản những người có chủ trương thân Áo khỏi những vị trí quan trọng, nhưng tin dùng những người có khuynh hướng chống Áo như Thủ tướng Maurepas và Bộ trưởng Ngoại giao Vergennes. Cả ba đều luôn quan tâm đến nguy cơ Đế quốc Áo sử dụng Vương hậu để can thiệp vào chính trường nước Pháp.
Hoàn cảnh của Maria Antonia ngày càng bấp bênh khi em trai của Louis XVI, Charles, Bá tước xứ Artoir, có con trai là Louis Antoine. Bắt đầu xuất hiện tràn lan những tờ rơi có nội dung châm biếm, tập trung vào tình trạng bất lực của Quốc vương trong khi Vương hậu tìm kiếm sự bù đắp từ những mối quan hệ phóng túng với cả nam lẫn nữ. Theo lời đồn đại, trong số những người tình của Vương hậu có Marie Louise của Savoia, Thân vương phi xứ Lambelle, và ông em chồng đẹp trai, Bá tước de Artoir. Những lời công kích ấy khiến Vương hậu càng lún sâu vào thú vui cờ bạc và mua sắm trang phục sang trọng. Trong một trường hợp, bà tổ chức những cuộc vui chơi trong suốt ba ngày trước sinh nhật thứ 21, thu hút khách khứa đến từ Paris.
Ngày 15 tháng 8 năm 1774, nhà vua cho phép Vương hậu được toàn quyền tu sửa Petit Trianon, một lâu đài nhỏ trong khuôn viên Điện Versailles, món quà mà nhà vua đã tặng khi Vương hậu lần đầu đến Pháp. Bà cho thiết kế lại khu vườn theo phong cách Anh, được gọi là English Garden (Khu vườn Anh). Mặc dù được xây dựng cho tình nhân của Vua Louis XV là Madame de Pompadour, thế nhưng Petit Trianon lại gắn liền với nếp sống xa hoa của Antonia.
Trong Khu vườn Anh, Maria Antonia và nhóm cận thần sử dụng các loại trang phục Anh may bằng vải đắt tiền như indienne (loại vải dệt xuất xứ từ Ấn Độ), percale (một thứ vải mịn) hoặc muslin (một loại vải bông từ Ấn Độ). Sau mười năm tại điện Versailles, các loại trang phục truyền thống đã không còn. Vương hậu cũng chọn trong số nam giới ái mộ bà những người như Pierre Victor, Nam tước de Besenval, François-Henri, công tước de Coigny và Bá tước Valentin Esterházy, mời họ tham gia nhóm thân hữu gần gũi với bà. Ngày 19 tháng 9, Vương hậu quyết định trưởng vụ quản lý tất cả người mình của mình, và bà đã chọn Garbriel, Công tước phu nhân de Polignac, nổi tiếng là một phụ nữ xinh đẹp và có quan hệ rất mật thiết với Vương hậu Maria Antonia.
Vấn đề còn nghiêm trọng hơn khi những món nợ nước Pháp vay mượn cho Chiến tranh Bảy Năm vẫn chưa được thanh khoản, lại thêm quyết định của Louis XVI đối đầu với Anh trong chiến tranh các khu thuộc địa Bắc Mỹ, Pháp vẫn xem Anh là kẻ thù truyền thống. Khi đang chuẩn bị trợ giúp Pháp, cũng đang lúc sôi sục những tin đồn, Hoàng đế Joseph II của Thánh chế La Mã đến Versailles thăm em gái và em rể, nhân dịp tìm hiểu nguyên nhân cuộc hôn phối vẫn chưa được hoàn tất.
Nhờ đó mà ngày 30 tháng 8 năm 1777, hôn nhân giữa Louis và Maria Antonia mới được chính thức công bố là hoàn thiện khi 2 người đã động phòng. Ngày 16 tháng 5 năm 1778, Vương hậu được xác nhận là đã mang thai.

### Làm mẹ và sự ảnh hưởng chính trị (1778–1781)

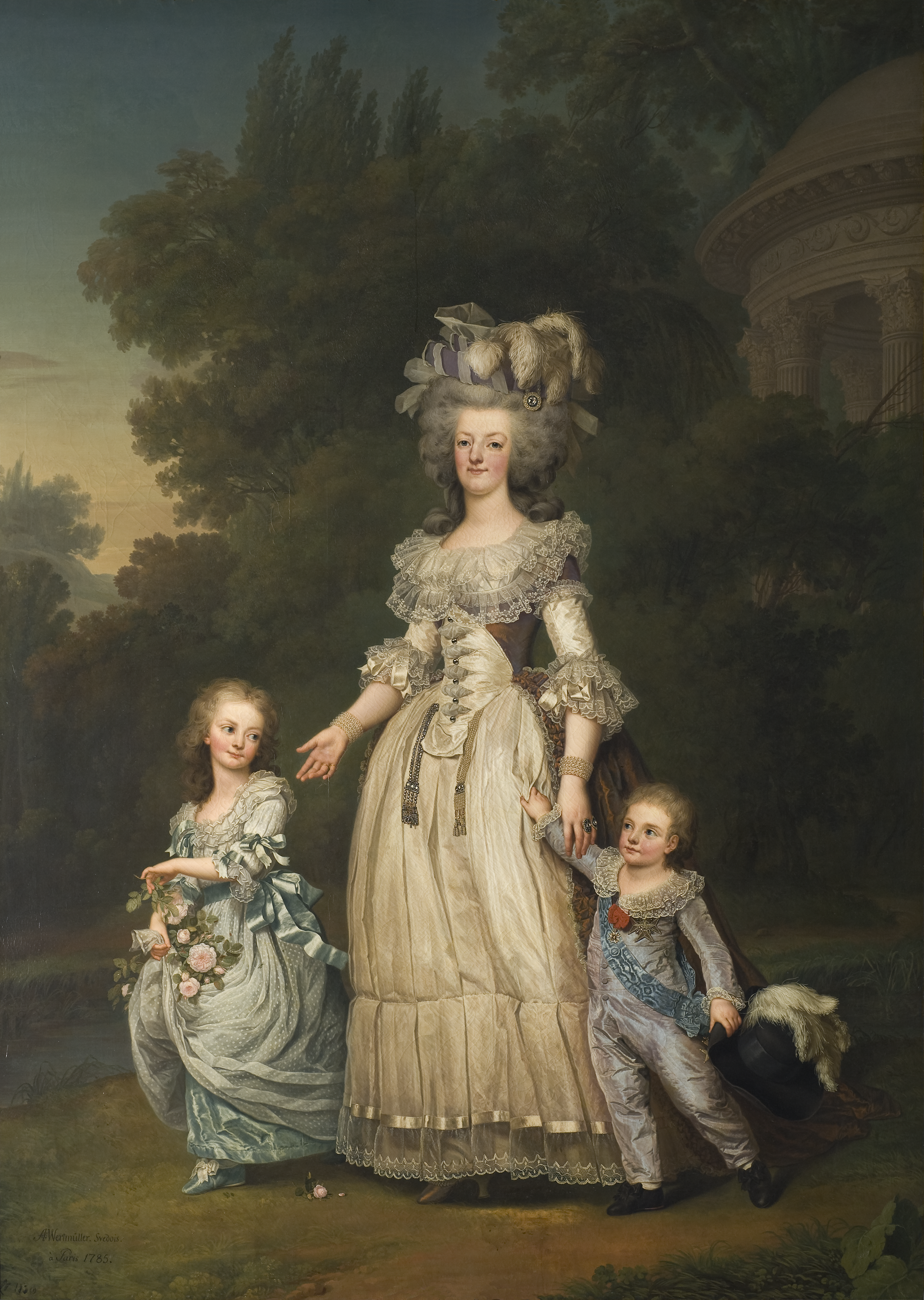
Maria Antonia đi dạo với các con trong vườn Petit Trianon (1785)

Ngày 19 tháng 12 năm 1778, tại Điện Versailles, Maria Antonia hạ sinh một con gái, Marie Thérèse Charlotte, sau cơn sinh nở rất khó khăn. Mặc cho nhiều lời dị nghị về gốc tích của người cha của đứa bé, nhà vua không nghi ngờ gì mà tỏ ra gần gũi với con gái.
Một sự kiện đã ảnh hưởng sâu sắc hình ảnh của bà tại nước Pháp, đó là việc anh trai bà Joseph II đăng quang ngai vàng ở Vương quốc Bayern. Vương hậu đã thuyết phục Louis XVI nhằm giúp đỡ nước Áo trong vấn đề tranh chấp này. Nghị hòa Teschen được ký kết ngày 13 tháng 5 năm 1779, và sự việc đã khiến nước Áo đoạt được 1 vùng dân cư với hơn 100.000 hộ dân, điều này khiến dư luận chỉ trích rằng Vương hậu đứng về phía nước Áo của bà mà chống lại nước Pháp.
Dù vậy, áp lực phải có con trai để nối ngôi vẫn còn đó, trong tháng 7 năm 1779, Maria Antonia bị hư thai do sức khỏe kém. Năm 1780, Maria Antonia ủng hộ việc bổ nhiệm Charles Eugène Gabriel de La Croix, Hầu tước de Castrie vào chức vụ Bộ trưởng Hải quân và Philippe Henri, Bá tước de Ségur làm Bộ trưởng Chiến tranh. Nhiều người tin rằng đó chính là nhờ sự vận động của Vương hậu, nhưng thật ra người có nhiều ảnh hưởng trong việc bổ nhiệm này là Bộ trưởng Tài chính Jacques Necker.
Ngày 29 tháng 11 năm 1780, Hoàng hậu Maria Theresia lâm bệnh rồi qua đời tại Viên ở tuổi 63. Maria Antonia lo lắng bởi vì cái chết của mẹ có thể tác hại đến liên minh Pháp-Áo, song Hoàng đế Joseph viết thư trấn an bà, cho biết ông không có ý định phá vỡ liên minh.
Tháng 3 năm 1781, Vương hậu lại mang thai. Hoàng đế Joseph đến thăm em gái, cũng là cơ hội để củng cố liên minh Pháp-Áo, nhưng lại có tin đồn nhảm cho rằng Maria Antonia nhân dịp này chuyển tiền cho anh trai. Ngày 22 tháng 10, Vương hậu sinh Louis Joseph Xavier François. Quốc vương Louis XVI viết trong quyển nhật ký săn bắn của ông: "Madame, nàng đã làm thành ước nguyện của ta và của người dân Pháp. Nàng là mẹ của Trữ quân nước Pháp!"

### Mất lòng dân (1782–1785)

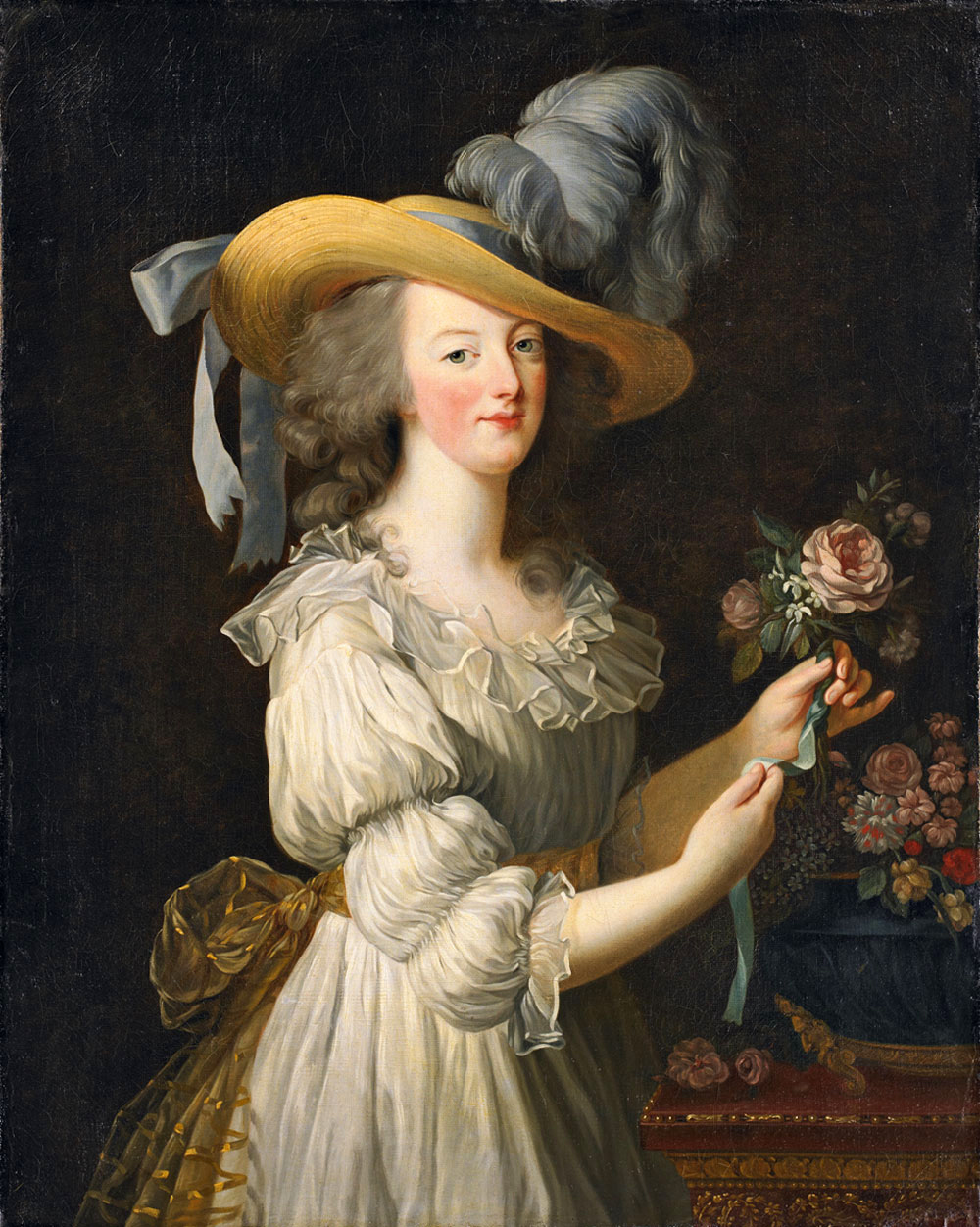
Maria Antonia trong trang phục vải muslin (1783)

Dù sinh con trai cho nhà vua, ảnh hưởng chính trị của Maria Antonia cũng không mang đến lợi ích nào cho nước Áo. Khi bị anh trai chê trách vì thái độ thụ động trong chính trường, Maria Antonia cho biết bà không có nhiều ảnh hưởng. Nhà vua hiếm khi bàn chính sự với bà, vì ác cảm đối với nước Áo từ khi còn thơ ấu khiến Louis không cho phép vợ can thiệp vào các quyết định chính trị. Do đó, Vương hậu thường cố tỏ cho các bộ trưởng thấy bà có được lòng tin của nhà vua, điều này khiến quan lại trong triều tin rằng bà có nhiều quyền lực hơn những gì người khác biết về bà.
Tháng 6 năm 1783, Maria Antonia mang thai lần nữa. Cũng trong tháng này, Bá tước Axel von Fersen từ Mỹ trở lại Pháp, và được chấp nhận vào hội riêng của Vương hậu. Đến tháng 9, ông rời nước Pháp để lãnh đạo đội ngự lâm quân cho quân vương của ông, Gustav III, Quốc vương Thụy Điển, lúc ấy đang công du Châu Âu. Maria Antonia lại hư thai trong đêm 2 tháng 11, người ta thêm lo ngại về sức khỏe của bà.
Để thư giãn, trong chuyến viếng thăm của Fersen và sau khi ông trở lại vào ngày 7 tháng 6 năm 1784, Maria Antonia bận rộn với việc thiết kế Hameau de la reine, một ngôi làng được xây dựng trong khu vườn của Petit Trianon với một nhà máy xay và 12 ngôi nhà, 9 trong số ấy vẫn còn tồn tại. Hameau là một trong những đóng góp của Maria Antonia trong nỗ lực nâng cấp Lâu đài Versailles vẫn còn cho đến ngày nay để công chúng thưởng lãm.

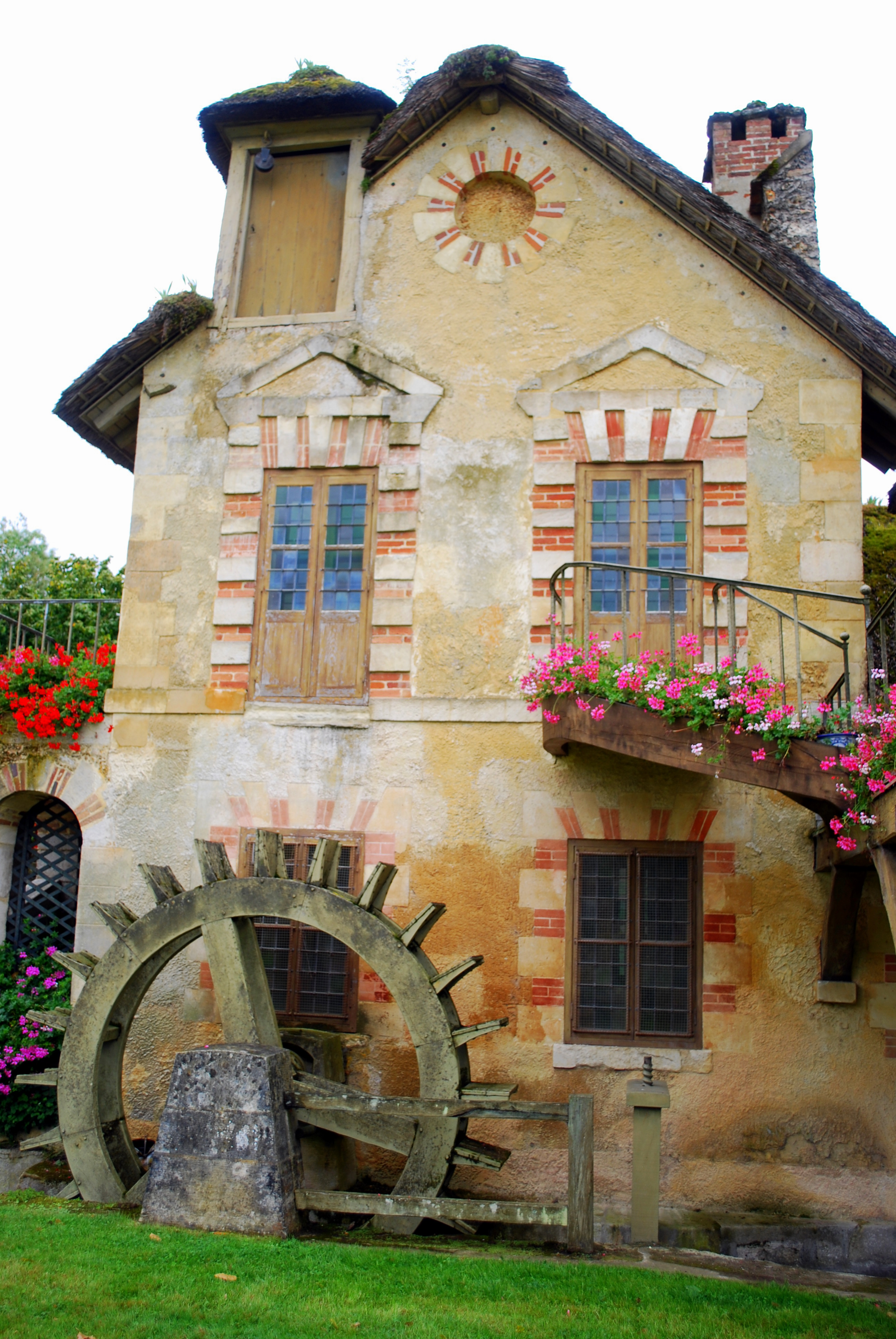
Một ngôi nhà ở khu vườn Petit Trianon

Tháng 8 năm 1784, Louis XVI dùng danh nghĩa vợ mình mua Château de Saint-Cloud của Công tước de Orléans, với ý định sẽ để lại lâu đài này như tài sản thừa kế cho các con. Hành động này đã gây tổn hại cho thanh danh của bà bởi vì ngày càng có nhiều người dân bất bình với việc Vương hậu sở hữu cơ ngơi riêng, độc lập với nhà vua. Hơn nữa, lâu đài có giá trị cao, đến 6 triệu livre, thêm chồng chất nợ nần cho nước Pháp.
Ngày 27 tháng 3 năm 1785, Maria Antonia sinh con trai thứ hai, Louis Charles, được phong tước Công tước de Normandy. Louis Charles trông bụ bẫm hơn Trữ quân thường hay đau yếu, và Vương hậu thường trìu mến gọi cậu bé là "chou d'amour". Bởi vì Louis Charles chào đời đúng chín tháng sau khi Fersen đến thăm Vương hậu, nên nhiều người tỏ vẻ nghi ngờ về gốc tích của đứa bé khiến uy tín của bà càng thêm suy giảm. Thêm vào đó là những bài viết đàm tiếu không ngừng được phổ biến rộng rãi, những mưu đồ bí ẩn đầy dẫy trong cung đình, chiến lược của anh trai bà Joseph trong Cuộc chiến Kettle, cùng việc Vương hậu mua Saint-Cloud khiến công luận quay sang chống đối bà quyết liệt. Hình ảnh một Vương hậu ngoại quốc sống phóng đãng, hoang phí, và xốc nổi mau chóng bắt rễ trong tâm lý đại chúng Pháp.
Con gái thứ hai của Maria Antonia, Sophie Hélène Béatrix của Pháp, chào đời ngày 9 tháng 7 năm 1786, nhưng năm sau thì lìa đời vào ngày 19 tháng 6.

### Giai đoạn tiền cách mạng (1786–1789)
Tình hình tài chính của đất nước ngày càng tồi tệ. Mặc dù đoàn tùy tùng của triều đình đã bị cắt giảm, cuối cùng nhà vua với sự cộng tác của Bộ trưởng Tài chính đương nhiệm, Charles Alexandre de Calonne, buộc phải triệu tập Hội nghị Nhân sĩ sau 160 năm gián đoạn. Hội nghị được triệu tập để thông qua một số biện pháp cải cách nhằm cải thiện tình trạng tài chính khi Quốc hội từ chối cộng tác. Ngày 22 tháng 2 năm 1787, Hội nghị mở phiên họp đầu tiên, không có sự tham dự của Maria Antonia. Về sau, sự vắng mặt của Vương hậu khiến bà bị cáo buộc là phá hoại mục đích của hội nghị.
Vương hậu có dự họp hay không thì Hội nghị cũng không những không chịu thông qua bất cứ biện pháp cải cách nào mà còn quay sang chống nhà vua. Ngày 8 tháng 4 năm 1787, dưới sự thúc giục của Vương hậu, Louis XVI bãi nhiệm Calonne.

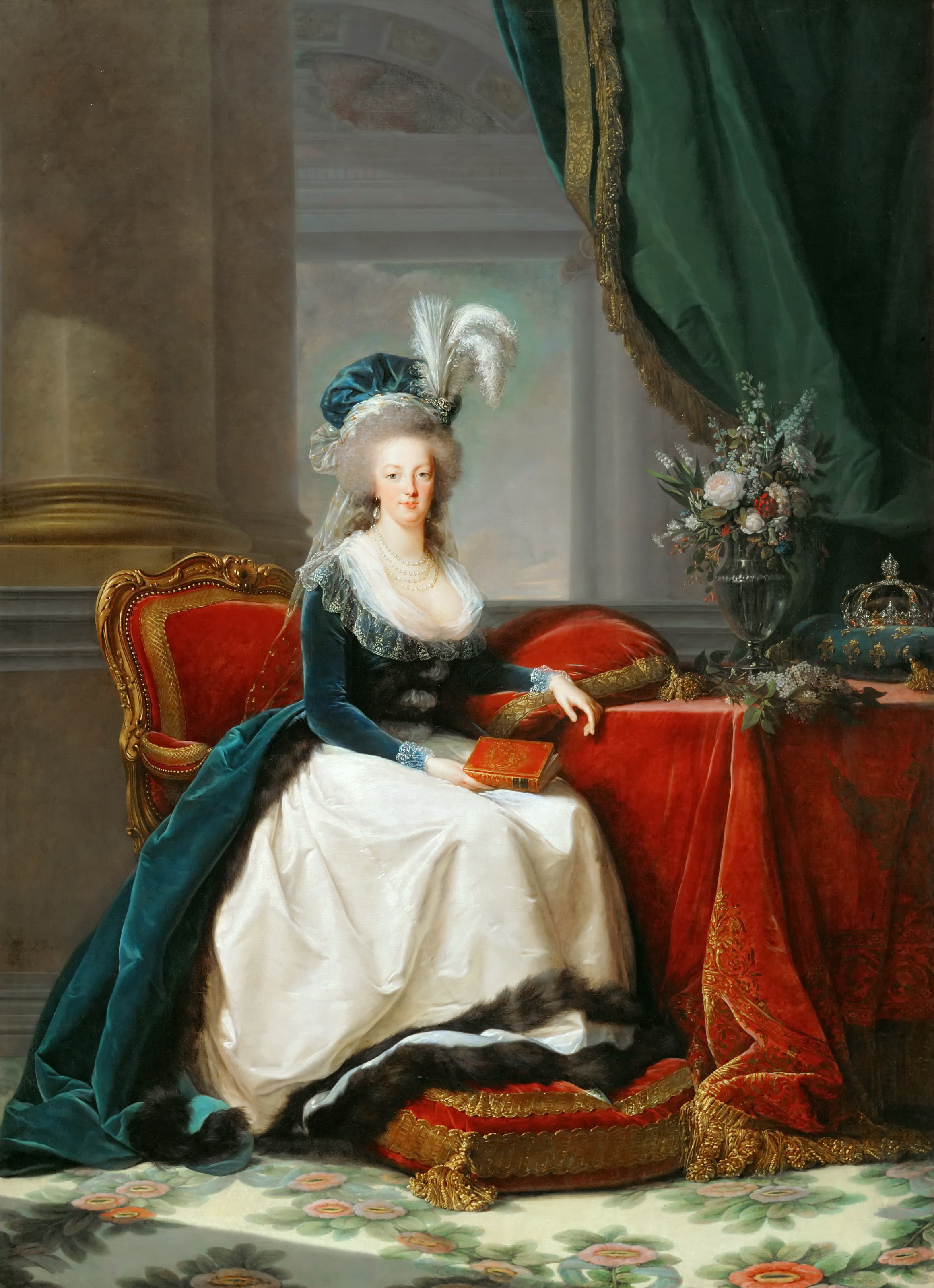
Chân dung Maria Antonia (1788)

Lúc này, Vương hậu từ bỏ lối sống vô tâm và bắt đầu chú ý đến chính trị, với khuynh hướng hầu như đi ngược lại với lợi ích của nước Áo, do những lý do khác nhau. Thứ nhất, con cái của bà đều là Enfants de France, như vậy, vị thế cầm quyền của họ cần được củng cố. Thứ nhì, khi tập trung cho con cái, Vương hậu muốn thay đổi hình ảnh phóng túng bà mắc phải từ Sự kiện Chuỗi kim cương khi bị cáo buộc dính líu đến một âm mưu lừa đảo. Thứ ba, nhà vua bắt đầu tránh né việc ra quyết định trong chính sự bởi vì có dấu hiệu ông mắc bệnh trầm cảm do chịu áp lực từ chính trường; cuối cùng thì Maria Antonia bị buộc phải trở thành chính khách ngoài ý muốn. Với quyền lực có giới hạn, Vương hậu cố cải thiện mối quan hệ giữa quốc hội và nhà vua.
Trong tháng 5, nhà vua bổ nhiệm một đồng minh chính trị của Vương hậu, Étienne Charles de Loménie de Brienne, Tổng Giám mục Toulouse, thay thế Calonne trong chức vụ Bộ trưởng Tài chính. Brienne khởi sự cắt giảm thêm chi tiêu cho cung đình.
Tuy nhiên, Brienne không thể thay đổi tình thế, và bởi vì ông là đồng minh của Vương hậu nên vị thế chính trị của bà cũng bị ảnh hưởng. Tình trạng tài chính càng tồi tệ dẫn đến việc giải tán Hội nghị Nhân sĩ vào ngày 25 tháng 5. Trong thực tế, những vấn đề tài chính là hậu quả tổng hợp từ nhiều nhân tố: có quá nhiều cuộc chiến tốn kém, chi phí duy trì nếp sống xa hoa cho một triều đình đông đảo còn lớn hơn những khoản tiêu pha của Vương hậu, và giới cầm quyền giàu có không muốn trợ giúp tài chính cho chính phủ. Mùa hè năm 1787, Maria Antonia bị gán cho biệt danh Madame Déficit bởi vì dân chúng tin rằng một mình bà đã làm suy sụp nền tài chính quốc gia.

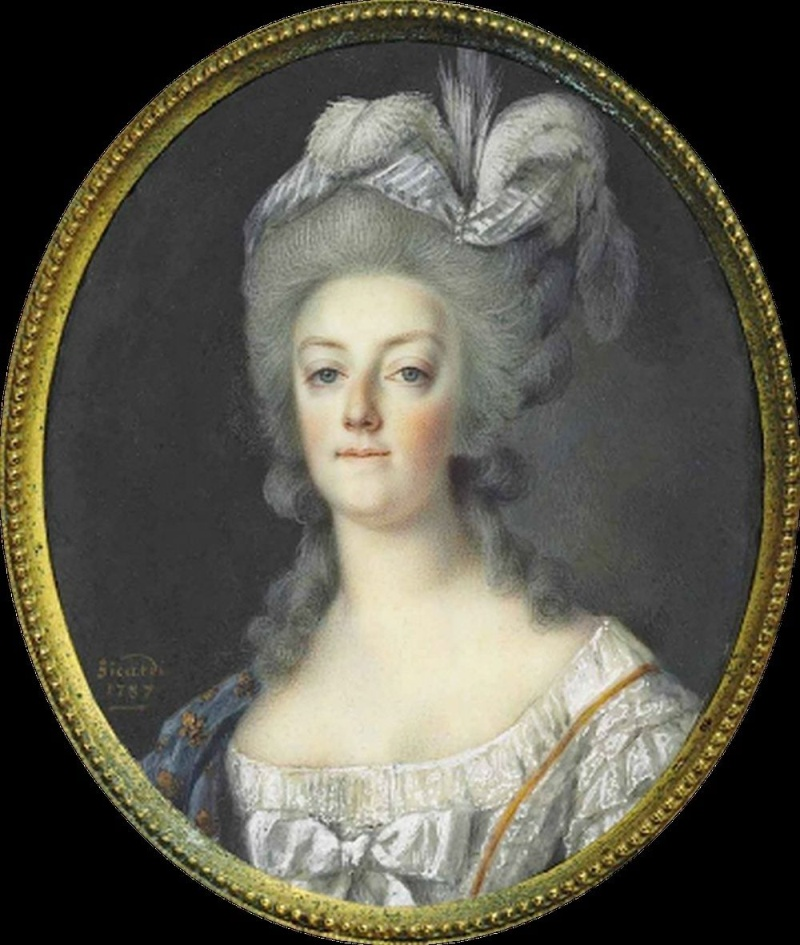
Bức tiểu họa Maria Antonia (vẽ bởi Louis Marie Sicard, 1787).

Vương hậu tìm cách phản công bằng cách sử dụng hệ thống truyền thông của bà để miêu tả Vương hậu là người mẹ thương yêu con, tập trung giới thiệu bức chân dung của bà với các con, một tác phẩm của Élisabeth Vigée Le Brun, ra mắt công chúng tại Royal Académie Salon de Paris trong tháng 8 năm 1787. Tuy nhiên, chiến lược này dần bị hủy bỏ sau khi cô con gái út Sophie lìa đời.
Cuối năm 1787 đến 1788, Vương hậu lo lắng cho sức khỏe của Trữ quân, đang mắc bệnh lao làm vẹo cột sống. Cậu được đem đến Meudon với hi vọng không khí đồng quê sẽ giúp cải thiện, nhưng chuyến đi chẳng có tác dụng gì nhiều, và tình trạng ngày càng xấu hơn. Vương hậu cũng tác động đến quyết định mời Jacques Necker trở lại chức vụ Bộ trưởng Tài chính dù biết rằng nếu Necker thất bại trong lần này sẽ tác hại đến uy tín của bà.
Mùa đông khắc nghiệt năm 1788 và 1789 khiến giá bánh mì tăng cao. Sức khỏe của Trữ quân càng suy yếu, bạo động bùng nổ ở Paris trong tháng 4. Ngày 4 tháng 6 năm 1789, Trữ quân Louis Joseph qua đời, để lại danh hiệu Trữ quân nước Pháp cho em trai là Louis Charles, Công tước xứ Normandie. Triều đình tổ chức quốc tang cho Trữ quân, nhưng người dân Pháp chẳng mấy quan tâm, họ đang chuẩn bị cho kỳ họp sắp tới của Hội nghị Quốc dân, mong đợi Hội nghị sẽ tìm ra giải pháp cho vụ khủng hoảng lương thực. Khi các đại biểu thuộc giai tầng bình dân tuyên bố thành lập Quốc hội, Vương hậu Maria Antonia đang than khóc cho con trai.

## Trong cuộc Cách mạng Pháp

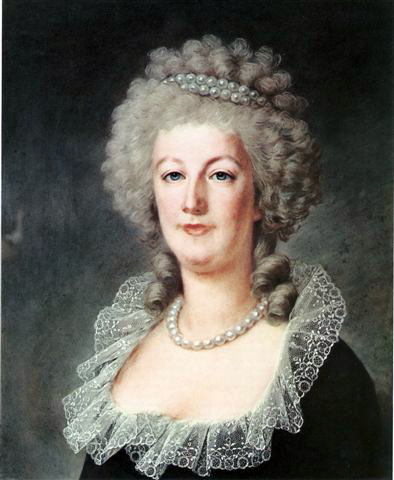
Maria Antonia trong Cung điện Tuileries, Alexandre Kucharski, 1790.

Tháng 6, bạo động leo thang, Quốc hội đòi thêm quyền lực, Louis XVI phản ứng bằng cách trấn áp đẳng cấp thứ 3. Nhưng sự bất lực của nhà vua và lòng căm ghét đối với Vương hậu đã khiến thể chế quân chủ sụp đổ. Rồi thì, ngày 11 tháng 7, Necker bị bãi nhiệm, những đám đông bạo động vây hãm Paris. Đến ngày 14 tháng 7, ngục Bastille bị tấn công, đánh dấu việc nổi lên của Cuộc cách mạng Pháp.
Trong những ngày kế tiếp, những nhân vật bảo thủ và những người thuộc triều đình Bourbon như Bá tước xứ Artois và Công tước phu nhân xứ Polignac rời nước Pháp vì sợ bị ám sát. Maria Antonia đang trong lúc hiểm nghèo đã quyết định ở lại để giúp đỡ Louis XVI trong nỗ lực ổn định tình hình, mặc dù lúc ấy quyền lực của nhà vua đã bị tước bỏ. Trong thực tế, Quốc hội Lập hiến đang kiểm soát Paris và gọi thanh niên nhập ngũ để phục vụ trong lực lượng Vệ binh Quốc gia.
Cuối tháng 8, Tuyên ngôn Nhân quyền và Dân quyền được chính thức chấp thuận, khởi tạo thể chế quân chủ lập hiến cho nước Pháp. Tháng 9, Paris khan hiếm bánh mì. Ngày 5 tháng 10, một đám đông từ Paris kéo đến Versailles đòi triều đình tới sống ở Paris dưới sự canh chừng của đội Vệ binh Quốc gia. Louis XVI và Maria Antonia bị quản thúc trong Điện Tuileries. Dù cố sống ẩn dật, Maria Antonia vẫn bị những tin đồn nhảm theo đuổi, cáo buộc bà quan hệ với tư lệnh Vệ binh Quốc gia, Hầu tước de La Fayette.
Có nhiều kế hoạch được lập ra nhằm giải thoát gia đình nhà vua. Vương hậu từ chối một vài lần vì không muốn đào thoát mà không có nhà vua. Vài cơ hội khác bị đánh mất do tính do dự của nhà vua. Cuối cùng, cuộc đào thoát do Bá tước Hans Axel von Fersen và Nam tước de Breteuil tổ chức nhằm đưa vương thất đến Montmédy, một thành trì của phe Bảo hoàng. Cuộc đào thoát tiến hành ngày 21 tháng 6 năm 1791 nhưng bị thất bại. Họ bị bắt giữ tại Varennes sau 24 giờ đào thoát, rồi bị đưa trở lại Paris trong vòng một tuần. Cuộc đào thoát khiến uy tín của Quốc vương và Vương hậu sút giảm nghiêm trọng. Phe Jacobin triệt để sử dụng sự kiện này để đẩy mạnh xu thế cực đoan, kêu gọi chấm dứt mọi hình thức quân chủ trên đất Pháp.
Mặc dù Hiến pháp mới đã được thông qua ngày 3 tháng 9, Maria Antonia vẫn nuôi hi vọng đến cuối năm 1791 gió sẽ đổi chiều và nền dân chủ đại nghị sẽ bị thay đổi. Bà mong muốn hiến pháp mới sẽ không thể thực thi, và anh bà, Hoàng đế La Mã thánh Leopold II sẽ tìm ra cách đánh bại phe cách mạng.

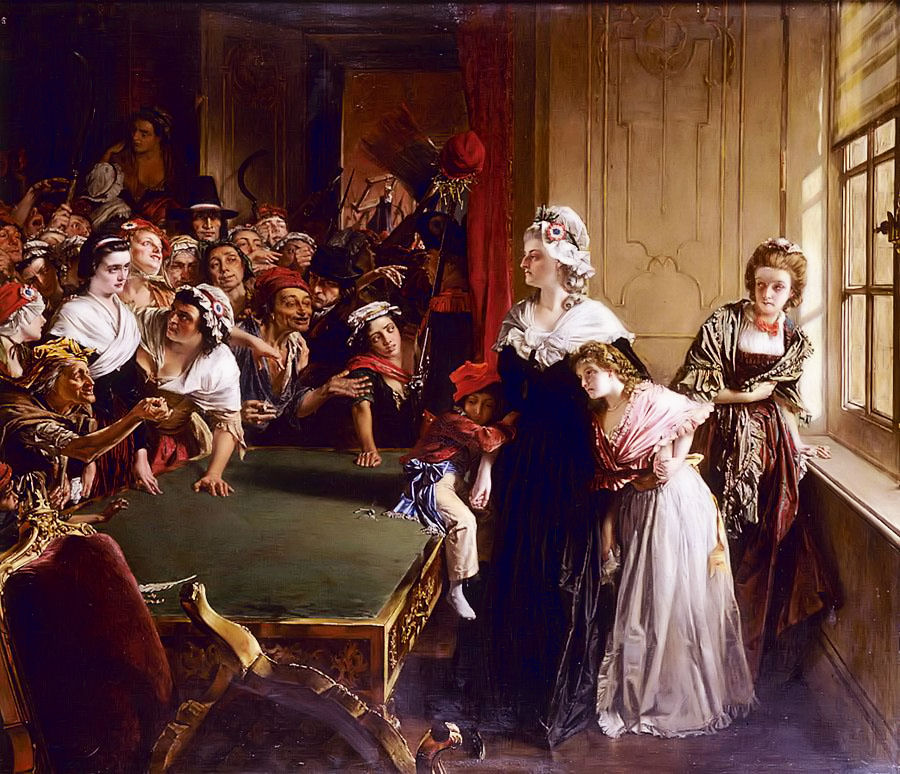
Maria Antonia với các con và Madame Élisabeth, khi đám đông đột nhập Điện Tuileries, 20 tháng 6 năm 1792.

Thái độ hung hãn của Leopold II và của con trai ông Franz II, kế vị vào tháng 3, khiến nước Pháp tuyên chiến với Áo vào ngày 20 tháng 4 năm 1792. Vương hậu Maria Antonia bị xem là kẻ thù, mặc dù bản thân bà chống lại việc Áo muốn xâm lăng Pháp. Trong mùa hè, tình thế càng trở nên phức tạp khi quân Pháp liên tục bị thua trận, đồng thời Quốc vương phủ quyết những biện pháp hạn chế thêm nữa quyền lực của ông. Vào thời điểm này, Louis bị gán cho biệt danh Monsieur Veto – rồi Maria Antonia cũng bị gọi là Madame Veto. Ngày 20 tháng 6, một đám đông có vẻ hung hăng đột nhập vào Điện Tuileries và buộc Louis XVI đội "bonnet rouge" (mũ nhọn đầu màu đỏ biểu trưng cho tự do) để bày tỏ lòng trung thành với nước Pháp.
Ngày 10 tháng 8, khi một đám đông có vũ trang sắp sửa tiến vào Điện Tuileries, Nhà vua và Vương hậu buộc phải đến lánh nạn tại Viện Lập pháp. Một giờ rưỡi sau, đám đông chiếm cung điện và tàn sát đội Vệ binh Thụy Sĩ. Ngày 13 tháng 8, gia đình quốc vương bị giam trong tháp Pháo đài Temple ở Marais, tình trạng giam cầm còn khắc nghiệt hơn khi ở Điện Tuileries.
Một tuần sau, nhiều khách đã đến thăm gia đình quốc vương, trong đó có Thân vương phi xứ Lamballe. Công nương bị Công xã Paris thẩm vấn và bị cầm giữ tại nhà tù La Force. Thân vương phi sau đó bị chính người dân giết chết trong vụ Thảm sát tháng 9, người ta bêu đầu bà trên một cây lao rồi đem diễu khắp thành phố. Mặc dù không chứng kiến cảnh này, Maria Antonia suy sụp khi biết một kết cục bi thảm đang phủ bóng trên số phận những người trung thành với mình.
Ngày 21 tháng 9, Chính quyền Pháp chính thức tuyên bố kết thúc chế độ quân chủ, Quốc hội cai trị nước Pháp. Người ta gọi gia đình quốc vương với tên Capet, và chuẩn bị đưa họ ra xét xử. Bị cáo buộc phá hoại nền Đệ nhất Cộng hòa Pháp, Louis XVI bị tách khỏi gia đình và bị xét xử trong tháng 12, rồi bị hành quyết bằng máy chém ngày 21 tháng 1 năm 1793, lúc ấy ông 38 tuổi.

## Góa phụ Capet

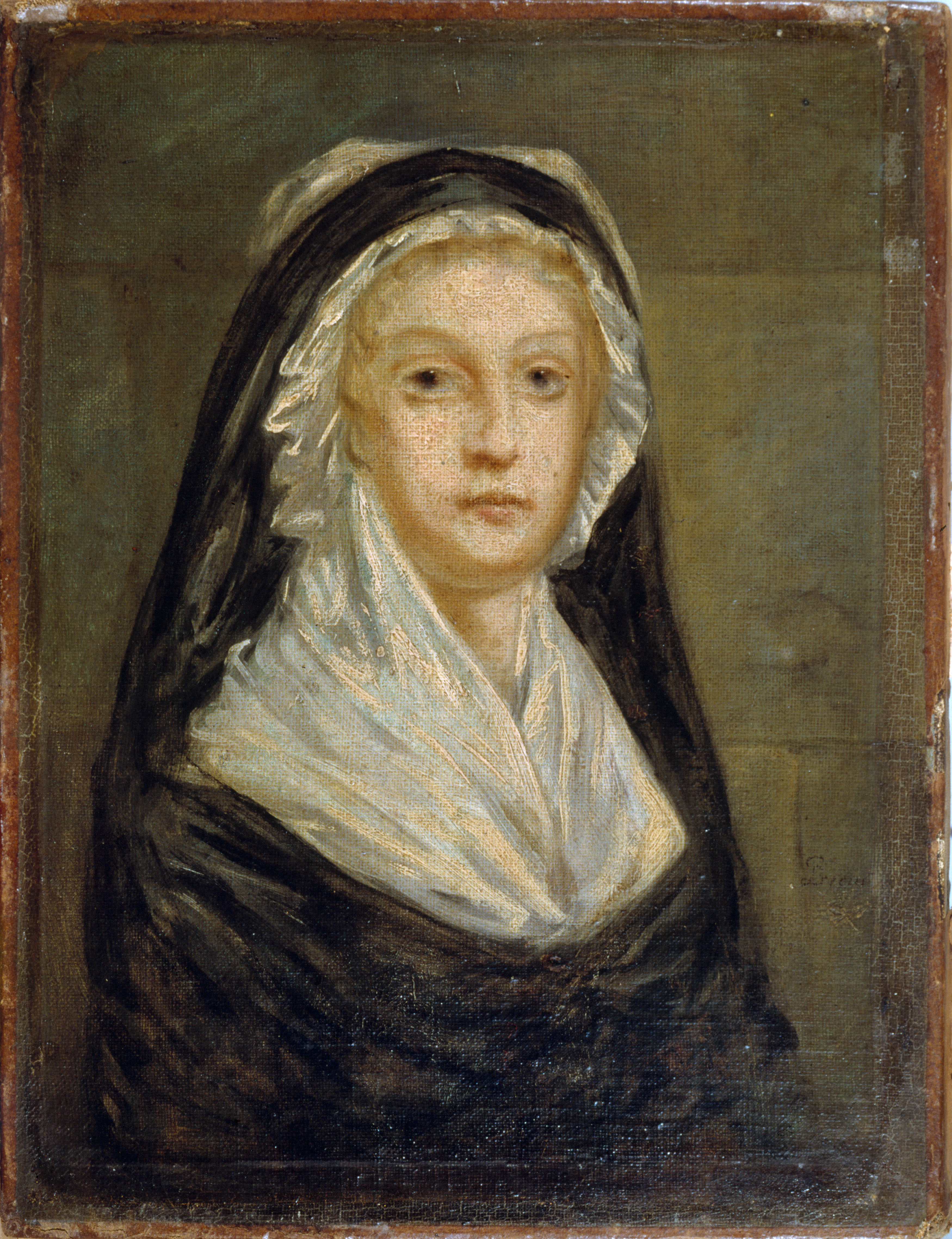
Maria Antonia của Áo, 1793.

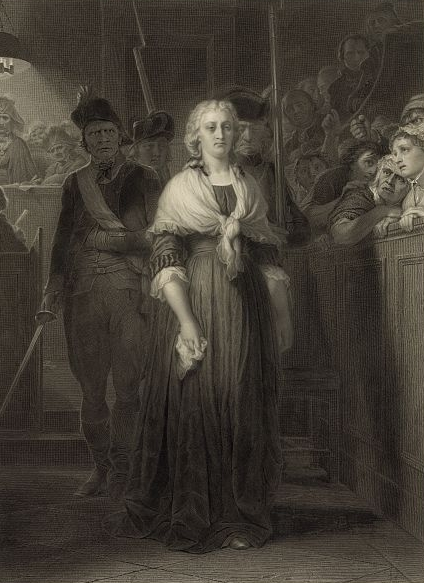
Maria Antonia trước Tòa án Cách mạng.

"Góa phụ Capet", người ta gọi cựu Vương hậu như thế sau khi chồng bà qua đời, bà đã than khóc chồng và từ chối thức ăn. Sống lưu vong, Louis, Bá tước xứ Provence tuyên bố cháu trai là Tân vương nước Pháp với ông là nhiếp chính mặc dù không ai biết Maria Antonia có can dự vào việc này hay không. Sức khỏe mau chóng suy yếu, Maria Antonia mắc bệnh lao và có lẽ là ung thư tử cung, khiến bà thường xuyên bị xuất huyết.
Tại Quốc hội, người ta bàn bạc để quyết định số phận của Maria Antonia. Có người muốn kết thúc mạng sống bà, có người muốn dùng bà để trao đổi tù binh với Hoàng đế La Mã thần thánh. Thomas Paine gởi đến đề nghị cho bà sống lưu vong ở Mỹ. Đến tháng 4, Ủy ban An ninh được thành lập, những người như Jacques-René Hébert yêu cầu đưa Antonia ra xét xử; cuối tháng 4, phe Girondin bị tước quyền rồi bị bắt giữ. Có đề nghị "cải huấn" Trữ quân sao cho phù hợp với lý tưởng cách mạng. Ngày 3 tháng 7, cậu bé Louis Charles tám tuổi bị tách khỏi mẹ, rồi được giao cho một người thợ giày chăm sóc. Ngày 1 tháng 8, Maria Antonia bị đem khỏi tòa tháp để giải đến Conciergerie, là người tù mang số 280. Trong tháng 9, có một vài kế hoạch giải thoát Maria Antonia nhưng bà từ chối.

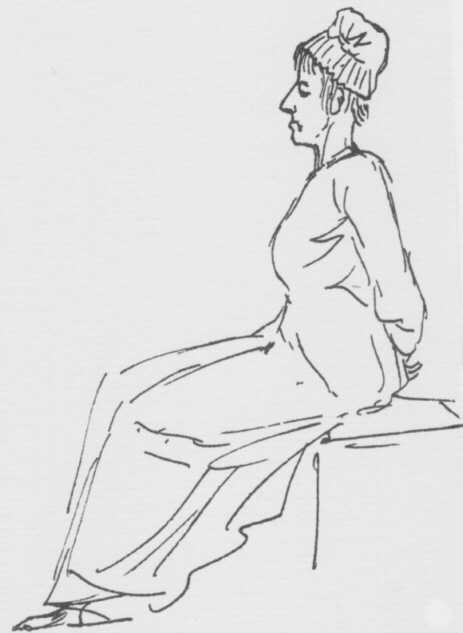
Maria Antonia bị giải đến đoạn đầu đài.

Ngày 14 tháng 10, Maria Antonia bị đem ra xét xử trước Tòa án Cách mạng. Trước đó, Louis XVI từng có đủ thời gian để chuẩn bị biện hộ cho mình trước tòa, thì ngược lại, Antonia không có đủ một ngày để làm việc này. Trong số những cáo buộc (hầu hết xuất phát từ những tin đồn), có việc tổ chức những cuộc truy hoan ở Versailles, lấy từ ngân khố hàng triệu livre để gởi sang Áo, âm mưu giết Công tước xứ Orléans, loạn luân với con trai, tuyên bố con trai là Vua nước Pháp, và tổ chức vụ tàn sát đội Vệ binh Thụy Sĩ năm 1792.
Điều sỉ nhục lớn nhất là cáo buộc cho rằng bà đã có hành vi lạm dụng tình dục đối với con trai. Louis Charles, qua sự dàn dựng của Hébert và một cận vệ của cậu, đã cáo buộc mẹ như thế. Maria Antonia không chịu trả lời, song sau khi bị tòa nhắc nhở, bà đã phản ứng đầy cảm xúc, những người có mặt tại phiên tòa (nhất là các phụ nữ) ủng hộ và hoan hô bà. Từ lúc bị đem ra xét xử, Maria Antonia luôn giữ được sự điềm tĩnh cho đến khi người ta đưa ra cáo buộc này, bà nói: "Nếu tôi không trả lời là bởi vì ngay cả Thiên nhiên cũng không muốn phải trả lời cho một cáo buộc như thế đã được đưa ra để chống lại một người mẹ.". Hai luật sư biện hộ cho Maria Antonia trước tòa, Tronçon-Ducoudray và Chauveau-Lagarde, đều còn trẻ và thiếu kinh nghiệm, cũng không có đủ hiểu biết về vụ án. Họ chẳng làm gì hơn là đọc to một số điều họ ghi nhận được tại tòa.

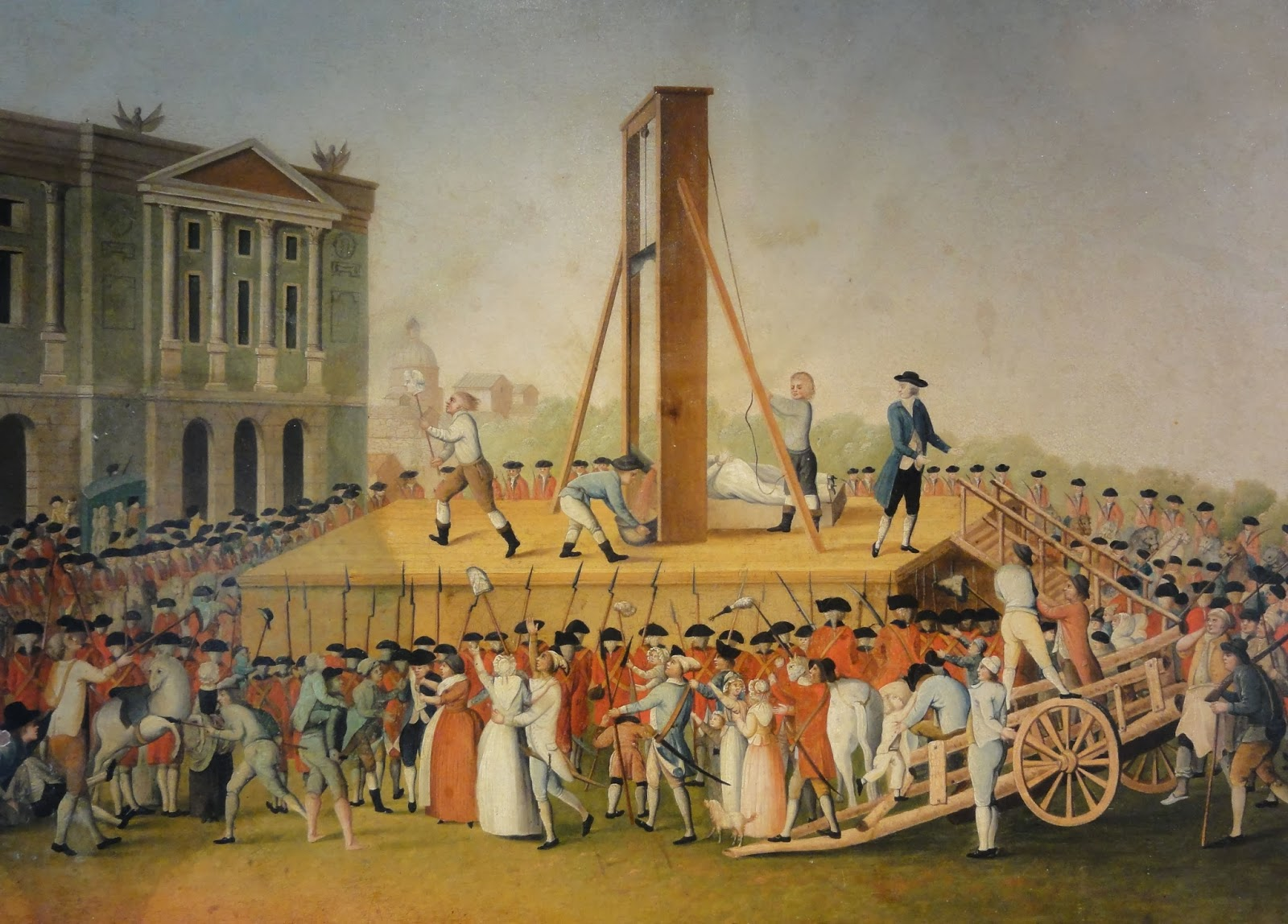
Hành quyết Maria Antonia, 16 tháng 10 năm 1793.

Sáng sớm ngày 16 tháng 10, sau hai ngày xét xử, Maria Antonia bị kết án phản quốc. Trở lại xà lim, bà viết thư cho cô em chồng Élisabeth khẳng định lương tâm trong sáng của mình, đức tin Công giáo, và tình cảm bà dành cho các con. Đáng tiếc, bức thư không bao giờ đến tay Élisabeth. Ngay trong ngày, Maria Antonia bị cắt tóc, bị dẫn đi diễu qua Paris trên một chiếc xe kéo. Giữa trưa, lúc 12:15, bà bị chém đầu tại Quảng trường Cách mạng (nay là Quảng trường Concorde), hai tuần lễ rưỡi trước sinh nhật thứ 38.. Câu nói sau cùng của bà, "Xin lỗi ông, chỉ vì tôi vô ý" khi vô tình dẫm lên chân đao phủ Henri Sanson lúc bà leo lên đoạn đầu đài. Thi thể của bà bị ném vào một ngôi mộ vô danh trong nghĩa trang Madeleine nằm trên đường Anjou.
Năm 1794, Élisabeth bị hành hình, con trai của Maria Antonia cũng chết trong tù. Sau một cuộc trao đổi tù nhân, con gái cả của bà là Marie Thérèse Charlotte của Pháp trở về Áo, lập gia đình với Louis Antoine của Pháp, Công tước xứ Angoulême và chết không con cái năm 1851.
Ngày 21 tháng 1 năm 1815, Maria Antonia và Louis XVI được cải táng tại nghĩa trang của các Quốc vương Pháp ở Vương cung thánh đường Thánh Denis sau khi Vương tộc Bourbon được phục hồi và Bá tước xứ Provence trở thành Louis XVIII của Pháp

## Con cái
| Con cái của Maria Antonia của Áo và Louis XVI của Pháp | Con cái của Maria Antonia của Áo và Louis XVI của Pháp | Con cái của Maria Antonia của Áo và Louis XVI của Pháp | Con cái của Maria Antonia của Áo và Louis XVI của Pháp |
| Tên                                                    | Hình ảnh                                               | Sinh                                                   | Ghi chú |
| ------------------------------------------------------ | ------------------------------------------------------ | ------------------------------------------------------ | --- |
| Marie Thérèse Charlotte                                | không khung                                            | 19 tháng 12 năm 1778 – 19 tháng 10 năm 1851 (72 tuổi)  | Được đặt theo tên bà ngoại là Maria Theresia của Áo, kết hôn với anh họ là Louis-Antoine, Công tước Angoulême, con trai cả của Charles X của Pháp vào năm 1799; không có hậu duệ. |
| Louis Joseph Xavier François                           | khôngkhung                                             | 22 tháng 10 năm 1781 - 4 tháng 6 năm 1789 (7 tuổi)     | Được phong danh hiệu Dauphin nước Pháp. Qua đời vì bệnh lao phổi và cột sống biến dạng dẫn đến gù lưng; mất khi còn nhỏ không có hậu duệ. |
| Louis Charles                                          | không khung                                            | 27 tháng 3 năm 1785 - 8 tháng 6 năm 1795 (10 tuổi)     | Mất khi còn nhỏ; không có con. Chưa bao giờ chính thức là vua và cũng không cai trị. Ông được những người ủng hộ theo chủ nghĩa quân chủ gọi và được thừa nhận ngầm qua việc chú của ông sau này lấy tên hiệu là Louis XVIII thay vì Louis XVII khi quân chủ Bourbon được khôi phục vào năm 1814. |
| Marie Sophie Hélène Béatrix                            | không khung                                            | 9 tháng 7 năm 1786 – 19 tháng 6 năm 1787 (0 tuổi)      | Qua đời tại Cung điện Versailles khi mới 11 tháng tuổi sau nhiều ngày lên cơn co giật, có thể liên quan đến bệnh lao. |

Maria Antonia được miêu tả là người vợ phung phí, người đã can thiệp vào các vấn đề chính trị của người chồng yếu đuối của mình, Louis XVI. Nhưng bà cũng là một người mẹ tận tụy với bốn người con của mình là Marie Thérèse Charlotte, Louis Joseph, Louis Charles và Sophie những người con đã mang đến niềm an ủi về mặt cảm xúc cho vương hậu Pháp đang gặp rắc rối.
Ngoài các con ruột của mình, Maria Antonia từng nhận nuôi bốn đứa trẻ khác, mỗi người mang trong mình một câu chuyện riêng. Armand là một cậu bé mồ côi nghèo, được bà đưa về cung và nuôi dạy như con từ khi còn rất nhỏ. Jean Amilcar, một cậu bé nô lệ gốc Phi, được tặng cho bà như một món quà, nhưng vương hậu đã lập tức giải phóng cậu, làm lễ rửa tội, nhận nuôi và gửi vào một trường nội trú với toàn bộ chi phí do bà chu cấp. Ernestine, con gái của hai người hầu trong cung, ban đầu chỉ là bạn đồng hành của Marie Thérèse, nhưng sau cái chết của mẹ cô bé, Vương hậu đã chính thức nhận nuôi cô như con ruột. Zoé là một bé gái mồ côi khác, được đưa về cùng hai chị gái mình khi cả cha lẫn mẹ đều qua đời. Trong ba chị em, chỉ Zoé được chọn ở trong cung, làm bạn chơi với trữ quân Louis Joseph.
Tuy nhiên, không phải đứa trẻ nào cũng có số phận may mắn. Jean Amilcar, khi vương hậu bị bắt và không còn có thể chu cấp nữa, đã bị đuổi khỏi trường. Người ta kể rằng cậu chết đói lang thang nơi đường phố, nhưng thực ra cậu được một người thầy đưa về chăm sóc cho đến khi qua đời vì bệnh. Armand rời khỏi hoàng gia sau khi có tư tưởng cách mạng. Zoé được gửi đến tu viện để sống cùng các chị, trong khi Ernestine ở lại với gia đình hoàng tộc cho đến tận lúc tai họa ập đến. Những đứa trẻ này, tuy không mang dòng máu vương thất, lại gắn bó với Maria Antonia bằng một tình mẫu tử không lời, thứ tình cảm mà lịch sử hiếm khi ghi lại trọn vẹn.

## Gia phả
| \| \| \| \| \| \| \| \| \| \| \| \| \| \| \| \| \| \| \| \| 16. Ferdinand III của Thánh chế La Mã (= 18) \| \| \| \| \| \| \| \| \| \| \| \| \| \| \| \| \| \| \| \| \| \| \| \| \| \| \| \| \| \| \| \| \| \| \| \| \| \| \| \| \| \| \| \| \| \| \| \| \| \| \| \| \| \| 8. Leopold I của Thánh chế La Mã \| \| \| \| \| \| \| \| \| \| \| \| \| \| \| \| \| \| \| \| \| \| \| \| \| \| \| \| \| \| \| \| \| \| \| \| \| \| \| \| \| \| \| \| \| \| \| \| \| \| \| \| \| \| 17. María Ana của Tây Ban Nha \| \| \| \| \| \| \| \| \| \| \| \| \| \| \| \| \| \| \| \| \| \| \| \| \| \| \| \| \| \| \| \| \| \| \| \| \| \| \| \| \| \| \| \| \| \| \| \| \| \| \| \| \| \| 4. Karl VI của Thánh chế La Mã \| \| \| \| \| \| \| \| \| \| \| \| \| \| \| \| \| \| \| \| \| \| \| \| \| \| \| \| \| \| \| \| \| \| \| \| \| \| \| \| \| \| \| \| \| \| \| \| \| \| \| \| \| \| 18. Philipp Wilhelm I xứ Pfalz \| \| \| \| \| \| \| \| \| \| \| \| \| \| \| \| \| \| \| \| \| \| \| \| \| \| \| \| \| \| \| \| \| \| \| \| \| \| \| \| \| \| \| \| \| \| \| \| \| \| \| \| \| \| 9. Eleonore Magdalene xứ Neuburg \| \| \| \| \| \| \| \| \| \| \| \| \| \| \| \| \| \| \| \| \| \| \| \| \| \| \| \| \| \| \| \| \| \| \| \| \| \| \| \| \| \| \| \| \| \| \| \| \| \| \| \| \| \| 19. Elisabeth Amalie xứ Hessen-Darmstadt \| \| \| \| \| \| \| \| \| \| \| \| \| \| \| \| \| \| \| \| \| \| \| \| \| \| \| \| \| \| \| \| \| \| \| \| \| \| \| \| \| \| \| \| \| \| \| \| \| \| \| \| \| \| 2. Maria Theresia của Áo \| \| \| \| \| \| \| \| \| \| \| \| \| \| \| \| \| \| \| \| \| \| \| \| \| \| \| \| \| \| \| \| \| \| \| \| \| \| \| \| \| \| \| \| \| \| \| \| \| \| \| \| \| \| 20. Anton Ulrich I xứ Braunschweig-Wolfenbüttel \| \| \| \| \| \| \| \| \| \| \| \| \| \| \| \| \| \| \| \| \| \| \| \| \| \| \| \| \| \| \| \| \| \| \| \| \| \| \| \| \| \| \| \| \| \| \| \| \| \| \| \| \| \| 10. Ludwig Rudolf I xứ Braunschweig-Wolfenbüttel \| \| \| \| \| \| \| \| \| \| \| \| \| \| \| \| \| \| \| \| \| \| \| \| \| \| \| \| \| \| \| \| \| \| \| \| \| \| \| \| \| \| \| \| \| \| \| \| \| \| \| \| \| \| 21. Elisabeth Juliane xứ Slesvig-Holsten-Sønderborg-Nordborg \| \| \| \| \| \| \| \| \| \| \| \| \| \| \| \| \| \| \| \| \| \| \| \| \| \| \| \| \| \| \| \| \| \| \| \| \| \| \| \| \| \| \| \| \| \| \| \| \| \| \| \| \| \| 5. Elisabeth Christine xứ Braunschweig-Wolfenbüttel \| \| \| \| \| \| \| \| \| \| \| \| \| \| \| \| \| \| \| \| \| \| \| \| \| \| \| \| \| \| \| \| \| \| \| \| \| \| \| \| \| \| \| \| \| \| \| \| \| \| \| \| \| \| 22. Albrecht Ernst I xứ Oettingen-Oettingen \| \| \| \| \| \| \| \| \| \| \| \| \| \| \| \| \| \| \| \| \| \| \| \| \| \| \| \| \| \| \| \| \| \| \| \| \| \| \| \| \| \| \| \| \| \| \| \| \| \| \| \| \| \| 11. Christine Luise xứ Oettingen-Oettingen \| \| \| \| \| \| \| \| \| \| \| \| \| \| \| \| \| \| \| \| \| \| \| \| \| \| \| \| \| \| \| \| \| \| \| \| \| \| \| \| \| \| \| \| \| \| \| \| \| \| \| \| \| \| 23. Christine Friederike xứ Württemberg \| \| \| \| \| \| \| \| \| \| \| \| \| \| \| \| \| \| \| \| \| \| \| \| \| \| \| \| \| \| \| \| \| \| \| \| \| \| \| \| \| \| \| \| \| \| \| \| \| \| \| \| \| \| 1. Maria Antonia của Áo \| \| \| \| \| \| \| \| \| \| \| \| \| \| \| \| \| \| \| \| \| \| \| \| \| \| \| \| \| \| \| \| \| \| \| \| \| \| \| \| \| \| \| \| \| \| \| \| \| \| \| \| \| \| 24. Nikolaus II xứ Lothringen \| \| \| \| \| \| \| \| \| \| \| \| \| \| \| \| \| \| \| \| \| \| \| \| \| \| \| \| \| \| \| \| \| \| \| \| \| \| \| \| \| \| \| \| \| \| \| \| \| \| \| \| \| \| 12. Karl V xứ Lothringen \| \| \| \| \| \| \| \| \| \| \| \| \| \| \| \| \| \| \| \| \| \| \| \| \| \| \| \| \| \| \| \| \| \| \| \| \| \| \| \| \| \| \| \| \| \| \| \| \| \| \| \| \| \| 25. Claude-Françoise xứ Lorraine \| \| \| \| \| \| \| \| \| \| \| \| \| \| \| \| \| \| \| \| \| \| \| \| \| \| \| \| \| \| \| \| \| \| \| \| \| \| \| \| \| \| \| \| \| \| \| \| \| \| \| \| \| \| 6. Leopold I xứ Lothringen \| \| \| \| \| \| \| \| \| \| \| \| \| \| \| \| \| \| \| \| \| \| \| \| \| \| \| \| \| \| \| \| \| \| \| \| \| \| \| \| \| \| \| \| \| \| \| \| \| \| \| \| \| \| 26. Ferdinand III của Thánh chế La Mã \| \| \| \| \| \| \| \| \| \| \| \| \| \| \| \| \| \| \| \| \| \| \| \| \| \| \| \| \| \| \| \| \| \| \| \| \| \| \| \| \| \| \| \| \| \| \| \| \| \| \| \| \| \| 13. Eleonore Maria Josefa của Áo \| \| \| \| \| \| \| \| \| \| \| \| \| \| \| \| \| \| \| \| \| \| \| \| \| \| \| \| \| \| \| \| \| \| \| \| \| \| \| \| \| \| \| \| \| \| \| \| \| \| \| \| \| \| 27. Eleonora Gonzaga-Nevers \| \| \| \| \| \| \| \| \| \| \| \| \| \| \| \| \| \| \| \| \| \| \| \| \| \| \| \| \| \| \| \| \| \| \| \| \| \| \| \| \| \| \| \| \| \| \| \| \| \| \| \| \| \| 3. Franz I của Thánh chế La Mã \| \| \| \| \| \| \| \| \| \| \| \| \| \| \| \| \| \| \| \| \| \| \| \| \| \| \| \| \| \| \| \| \| \| \| \| \| \| \| \| \| \| \| \| \| \| \| \| \| \| \| \| \| \| 28. Louis XIII của Pháp \| \| \| \| \| \| \| \| \| \| \| \| \| \| \| \| \| \| \| \| \| \| \| \| \| \| \| \| \| \| \| \| \| \| \| \| \| \| \| \| \| \| \| \| \| \| \| \| \| \| \| \| \| \| 14. Philippe của Pháp \| \| \| \| \| \| \| \| \| \| \| \| \| \| \| \| \| \| \| \| \| \| \| \| \| \| \| \| \| \| \| \| \| \| \| \| \| \| \| \| \| \| \| \| \| \| \| \| \| \| \| \| \| \| 29. Ana của Tây Ban Nha \| \| \| \| \| \| \| \| \| \| \| \| \| \| \| \| \| \| \| \| \| \| \| \| \| \| \| \| \| \| \| \| \| \| \| \| \| \| \| \| \| \| \| \| \| \| \| \| \| \| \| \| \| \| 7. Élisabeth Charlotte của Orléans \| \| \| \| \| \| \| \| \| \| \| \| \| \| \| \| \| \| \| \| \| \| \| \| \| \| \| \| \| \| \| \| \| \| \| \| \| \| \| \| \| \| \| \| \| \| \| \| \| \| \| \| \| \| 30. Karl I Ludwig xứ Pfalz \| \| \| \| \| \| \| \| \| \| \| \| \| \| \| \| \| \| \| \| \| \| \| \| \| \| \| \| \| \| \| \| \| \| \| \| \| \| \| \| \| \| \| \| \| \| \| \| \| \| \| \| \| \| 15. Liselotte xứ Pfalz \| \| \| \| \| \| \| \| \| \| \| \| \| \| \| \| \| \| \| \| \| \| \| \| \| \| \| \| \| \| \| \| \| \| \| \| \| \| \| \| \| \| \| \| \| \| \| \| \| \| \| \| \| \| 31. Charlotte xứ Hessen-Kassel \| \| \| \| \| \| \| \| \| \| \| \| \| \| \| \| \| \| \| \| \| \| \| \| \| \| \| \| \| \| \| \| \| \| \| \| \| \| \| \| \| \| \| \| \| \| \| \| \| \| \| \| |                                                              |  |  |  |  |  |  |  |  |  |  |  |  |  |  |  |
| |                                                              |  |  |  |  |  |  |  |  |  |  |  |  |  |  |  |
| | 16. Ferdinand III của Thánh chế La Mã (= 18)                 |  |  |  |  |  |  |  |  |  |  |  |  |  |  |  |
| |                                                              |  |  |  |  |  |  |  |  |  |  |  |  |  |  |  |
| |                                                              |  |  |  |  |  |  |  |  |  |  |  |  |  |  |  |
| | 8. Leopold I của Thánh chế La Mã                             |  |  |  |  |  |  |  |  |  |  |  |  |  |  |  |
| |                                                              |  |  |  |  |  |  |  |  |  |  |  |  |  |  |  |
| |                                                              |  |  |  |  |  |  |  |  |  |  |  |  |  |  |  |
| | 17. María Ana của Tây Ban Nha                                |  |  |  |  |  |  |  |  |  |  |  |  |  |  |  |
| |                                                              |  |  |  |  |  |  |  |  |  |  |  |  |  |  |  |
| |                                                              |  |  |  |  |  |  |  |  |  |  |  |  |  |  |  |
| | 4. Karl VI của Thánh chế La Mã                               |  |  |  |  |  |  |  |  |  |  |  |  |  |  |  |
| |                                                              |  |  |  |  |  |  |  |  |  |  |  |  |  |  |  |
| |                                                              |  |  |  |  |  |  |  |  |  |  |  |  |  |  |  |
| | 18. Philipp Wilhelm I xứ Pfalz                               |  |  |  |  |  |  |  |  |  |  |  |  |  |  |  |
| |                                                              |  |  |  |  |  |  |  |  |  |  |  |  |  |  |  |
| |                                                              |  |  |  |  |  |  |  |  |  |  |  |  |  |  |  |
| | 9. Eleonore Magdalene xứ Neuburg                             |  |  |  |  |  |  |  |  |  |  |  |  |  |  |  |
| |                                                              |  |  |  |  |  |  |  |  |  |  |  |  |  |  |  |
| |                                                              |  |  |  |  |  |  |  |  |  |  |  |  |  |  |  |
| | 19. Elisabeth Amalie xứ Hessen-Darmstadt                     |  |  |  |  |  |  |  |  |  |  |  |  |  |  |  |
| |                                                              |  |  |  |  |  |  |  |  |  |  |  |  |  |  |  |
| |                                                              |  |  |  |  |  |  |  |  |  |  |  |  |  |  |  |
| | 2. Maria Theresia của Áo                                     |  |  |  |  |  |  |  |  |  |  |  |  |  |  |  |
| |                                                              |  |  |  |  |  |  |  |  |  |  |  |  |  |  |  |
| |                                                              |  |  |  |  |  |  |  |  |  |  |  |  |  |  |  |
| | 20. Anton Ulrich I xứ Braunschweig-Wolfenbüttel              |  |  |  |  |  |  |  |  |  |  |  |  |  |  |  |
| |                                                              |  |  |  |  |  |  |  |  |  |  |  |  |  |  |  |
| |                                                              |  |  |  |  |  |  |  |  |  |  |  |  |  |  |  |
| | 10. Ludwig Rudolf I xứ Braunschweig-Wolfenbüttel             |  |  |  |  |  |  |  |  |  |  |  |  |  |  |  |
| |                                                              |  |  |  |  |  |  |  |  |  |  |  |  |  |  |  |
| |                                                              |  |  |  |  |  |  |  |  |  |  |  |  |  |  |  |
| | 21. Elisabeth Juliane xứ Slesvig-Holsten-Sønderborg-Nordborg |  |  |  |  |  |  |  |  |  |  |  |  |  |  |  |
| |                                                              |  |  |  |  |  |  |  |  |  |  |  |  |  |  |  |
| |                                                              |  |  |  |  |  |  |  |  |  |  |  |  |  |  |  |
| | 5. Elisabeth Christine xứ Braunschweig-Wolfenbüttel          |  |  |  |  |  |  |  |  |  |  |  |  |  |  |  |
| |                                                              |  |  |  |  |  |  |  |  |  |  |  |  |  |  |  |
| |                                                              |  |  |  |  |  |  |  |  |  |  |  |  |  |  |  |
| | 22. Albrecht Ernst I xứ Oettingen-Oettingen                  |  |  |  |  |  |  |  |  |  |  |  |  |  |  |  |
| |                                                              |  |  |  |  |  |  |  |  |  |  |  |  |  |  |  |
| |                                                              |  |  |  |  |  |  |  |  |  |  |  |  |  |  |  |
| | 11. Christine Luise xứ Oettingen-Oettingen                   |  |  |  |  |  |  |  |  |  |  |  |  |  |  |  |
| |                                                              |  |  |  |  |  |  |  |  |  |  |  |  |  |  |  |
| |                                                              |  |  |  |  |  |  |  |  |  |  |  |  |  |  |  |
| | 23. Christine Friederike xứ Württemberg                      |  |  |  |  |  |  |  |  |  |  |  |  |  |  |  |
| |                                                              |  |  |  |  |  |  |  |  |  |  |  |  |  |  |  |
| |                                                              |  |  |  |  |  |  |  |  |  |  |  |  |  |  |  |
| | 1. Maria Antonia của Áo                                      |  |  |  |  |  |  |  |  |  |  |  |  |  |  |  |
| |                                                              |  |  |  |  |  |  |  |  |  |  |  |  |  |  |  |
| |                                                              |  |  |  |  |  |  |  |  |  |  |  |  |  |  |  |
| | 24. Nikolaus II xứ Lothringen                                |  |  |  |  |  |  |  |  |  |  |  |  |  |  |  |
| |                                                              |  |  |  |  |  |  |  |  |  |  |  |  |  |  |  |
| |                                                              |  |  |  |  |  |  |  |  |  |  |  |  |  |  |  |
| | 12. Karl V xứ Lothringen                                     |  |  |  |  |  |  |  |  |  |  |  |  |  |  |  |
| |                                                              |  |  |  |  |  |  |  |  |  |  |  |  |  |  |  |
| |                                                              |  |  |  |  |  |  |  |  |  |  |  |  |  |  |  |
| | 25. Claude-Françoise xứ Lorraine                             |  |  |  |  |  |  |  |  |  |  |  |  |  |  |  |
| |                                                              |  |  |  |  |  |  |  |  |  |  |  |  |  |  |  |
| |                                                              |  |  |  |  |  |  |  |  |  |  |  |  |  |  |  |
| | 6. Leopold I xứ Lothringen                                   |  |  |  |  |  |  |  |  |  |  |  |  |  |  |  |
| |                                                              |  |  |  |  |  |  |  |  |  |  |  |  |  |  |  |
| |                                                              |  |  |  |  |  |  |  |  |  |  |  |  |  |  |  |
| | 26. Ferdinand III của Thánh chế La Mã                        |  |  |  |  |  |  |  |  |  |  |  |  |  |  |  |
| |                                                              |  |  |  |  |  |  |  |  |  |  |  |  |  |  |  |
| |                                                              |  |  |  |  |  |  |  |  |  |  |  |  |  |  |  |
| | 13. Eleonore Maria Josefa của Áo                             |  |  |  |  |  |  |  |  |  |  |  |  |  |  |  |
| |                                                              |  |  |  |  |  |  |  |  |  |  |  |  |  |  |  |
| |                                                              |  |  |  |  |  |  |  |  |  |  |  |  |  |  |  |
| | 27. Eleonora Gonzaga-Nevers                                  |  |  |  |  |  |  |  |  |  |  |  |  |  |  |  |
| |                                                              |  |  |  |  |  |  |  |  |  |  |  |  |  |  |  |
| |                                                              |  |  |  |  |  |  |  |  |  |  |  |  |  |  |  |
| | 3. Franz I của Thánh chế La Mã                               |  |  |  |  |  |  |  |  |  |  |  |  |  |  |  |
| |                                                              |  |  |  |  |  |  |  |  |  |  |  |  |  |  |  |
| |                                                              |  |  |  |  |  |  |  |  |  |  |  |  |  |  |  |
| | 28. Louis XIII của Pháp                                      |  |  |  |  |  |  |  |  |  |  |  |  |  |  |  |
| |                                                              |  |  |  |  |  |  |  |  |  |  |  |  |  |  |  |
| |                                                              |  |  |  |  |  |  |  |  |  |  |  |  |  |  |  |
| | 14. Philippe của Pháp                                        |  |  |  |  |  |  |  |  |  |  |  |  |  |  |  |
| |                                                              |  |  |  |  |  |  |  |  |  |  |  |  |  |  |  |
| |                                                              |  |  |  |  |  |  |  |  |  |  |  |  |  |  |  |
| | 29. Ana của Tây Ban Nha                                      |  |  |  |  |  |  |  |  |  |  |  |  |  |  |  |
| |                                                              |  |  |  |  |  |  |  |  |  |  |  |  |  |  |  |
| |                                                              |  |  |  |  |  |  |  |  |  |  |  |  |  |  |  |
| | 7. Élisabeth Charlotte của Orléans                           |  |  |  |  |  |  |  |  |  |  |  |  |  |  |  |
| |                                                              |  |  |  |  |  |  |  |  |  |  |  |  |  |  |  |
| |                                                              |  |  |  |  |  |  |  |  |  |  |  |  |  |  |  |
| | 30. Karl I Ludwig xứ Pfalz                                   |  |  |  |  |  |  |  |  |  |  |  |  |  |  |  |
| |                                                              |  |  |  |  |  |  |  |  |  |  |  |  |  |  |  |
| |                                                              |  |  |  |  |  |  |  |  |  |  |  |  |  |  |  |
| | 15. Liselotte xứ Pfalz                                       |  |  |  |  |  |  |  |  |  |  |  |  |  |  |  |
| |                                                              |  |  |  |  |  |  |  |  |  |  |  |  |  |  |  |
| |                                                              |  |  |  |  |  |  |  |  |  |  |  |  |  |  |  |
| | 31. Charlotte xứ Hessen-Kassel                               |  |  |  |  |  |  |  |  |  |  |  |  |  |  |  |
| |                                                              |  |  |  |  |  |  |  |  |  |  |  |  |  |  |  |
| |                                                              |  |  |  |  |  |  |  |  |  |  |  |  |  |  |  |